# Science et ingénierie de Léonard de Vinci
Vous lisez un « article de qualité » labellisé en 2021.

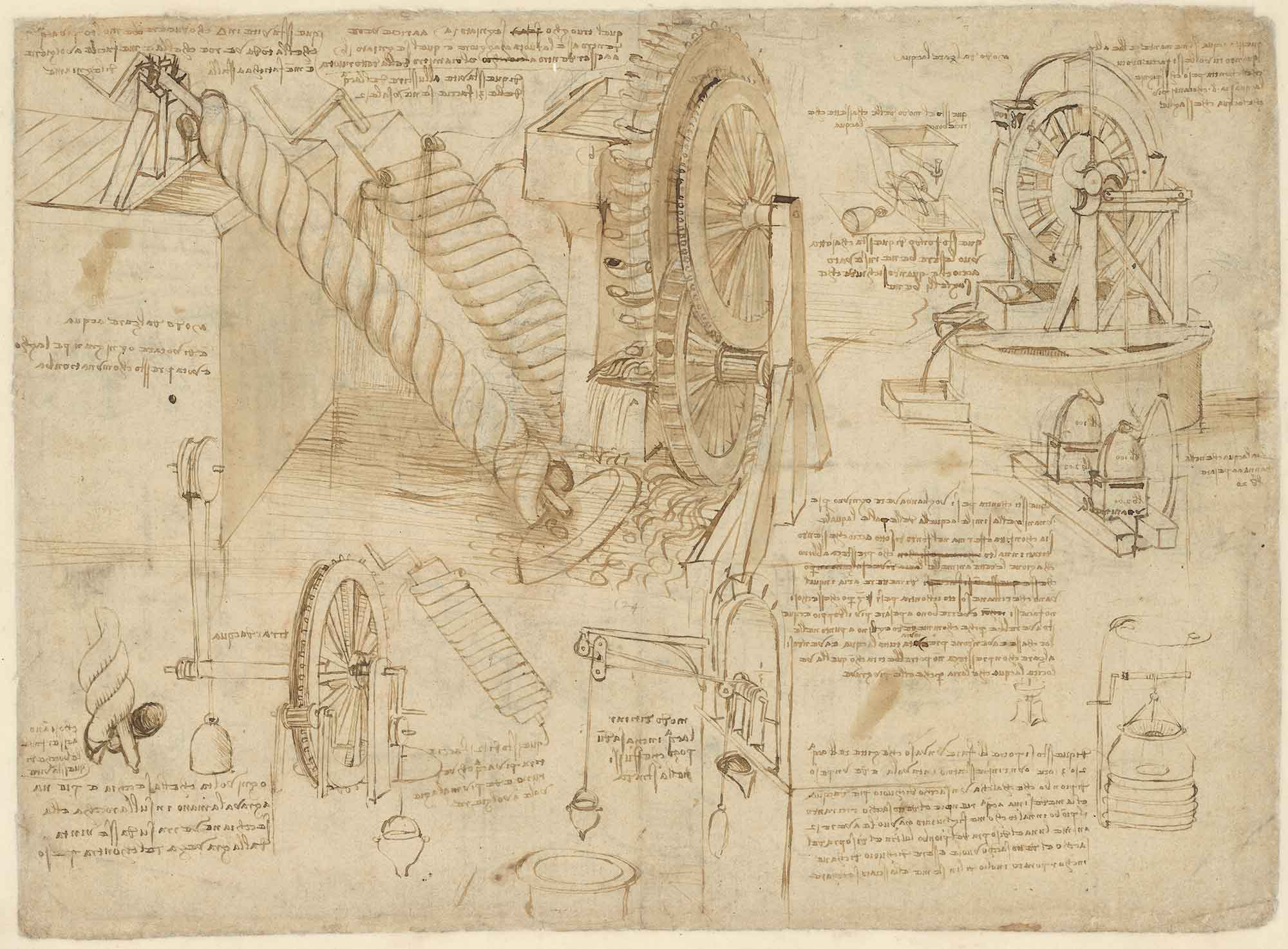
Une page du Codex Atlanticus sur des systèmes d'irrigation, rédigé et dessiné par Léonard de Vinci entre 1480 et 1482 (Milan, bibliothèque Ambrosienne, no f26v).

La science et l'ingénierie sont deux domaines, au-delà des arts plastiques, dans lesquels Léonard de Vinci s’est illustré à travers des recherches et dessins et dont témoignent ses carnets et projets de traités.
Si sa motivation première est artistique — avec la représentation la plus juste possible des corps, de la nature, de l'ombre et  de la lumière, ou encore des proportions —, il est entraîné dès les années 1480 dans des études aux directions variées, faisant de lui l'archétype des ingénieurs-artistes polymathes de la Renaissance : anatomie humaine et comparée, mathématiques et particulièrement géométrie, botanique et géologie, optique et astronomie, architecture, urbanisme et cartographie, machines de guerre ou volantes, ingénierie, mécanique générale ainsi qu'hydraulique.
Participant à la Renaissance italienne, Léonard de Vinci se situe à ce moment charnière où les savants perçoivent, sans pour autant parvenir à les dépasser, les limites des théories scientifiques et l'inefficience des technologies contemporaines, héritées de l'Antiquité et encore ancrées dans le Moyen Âge. Se revendiquant scientifique et surtout ingénieur, il ne bénéficie cependant que d'une formation sommaire, puisqu'il ne fréquente que deux ans une école pour futurs commerçants. Il est ensuite intégré au sein de l'atelier d'Andrea del Verrocchio, lui-même artiste polymathe, qui lui fait découvrir la peinture et la sculpture et l'initie également aux techniques permettant de les mettre en œuvre, comme la fonderie, la métallurgie ou l'ingénierie. En outre, l'importance et l'intensité de son travail dans chacun des domaines envisagés le conduisent presque invariablement à envisager la création d'un traité. Néanmoins, pas un seul n'est mené à son terme du fait de sa tendance à l'inachèvement.
Diversement reconnu par ses contemporains, son parcours scientifique et d'ingénieur n'est que tardivement redécouvert au tournant des XVIIIe et XIXe siècles. D'abord considérée comme celle d'un génie absolu, inégalée et isolée parmi ses contemporains, la figure de Léonard est, au mitan du XXe siècle, fortement remise en question. Ses limites sont dès lors mises en avant, en particulier ses bagages théoriques, du fait de ne pas avoir fréquenté les universités, et notionnels, par méconnaissance du grec et du latin alors porteurs du vocabulaire technique et scientifique. Pour autant, Léonard de Vinci est, à l'orée du XXIe siècle, replacé dans son contexte : il est désormais considéré comme un savant de son temps, héritier des connaissances et des croyances médiévales, et dont le travail bénéficie des avancées de contemporains comme celles de Filippo Brunelleschi, Giuliano da Sangallo ou Francesco di Giorgio Martini.
Bien que ses apports soient relativisés, les historiens des sciences lui reconnaissent d'avoir introduit l'utilisation du dessin technique en tant que support de mémoire et pédagogique, d'avoir poussé à leur perfection les techniques de représentations et de les avoir appliquées à tout sujet technologique. De même, son travail se distingue par son caractère systématique et par une attention aussi aiguë pour le détail que pour l'ensemble. Enfin, ses recherches se singularisent de ses contemporains par un souci de rentabilisation économique du travail par la recherche systématique de l'automatisation des mécanismes.

## Contexte: état des sciences et technologies à l'époque de Léonard de Vinci

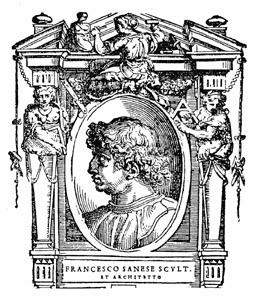
Francesco di Giorgio Martini, un « artiste universel » dont les écrits marqueront Léonard de Vinci.

À la Renaissance, les sciences et techniques sont en crise. Même si elles se situent en continuation des avancées scientifiques et techniques médiévales, elles-mêmes héritées de la tradition grecque antique puis arabe et de la technologie de la Rome antique, les scientifiques et ingénieurs du XVe siècle en perçoivent néanmoins les limites : des méthodes d'enseignement universitaires marquées par la passivité des enseignants et des étudiants ; des théories scientifiques contredites par des découvertes, tel le modèle de la science physique aristotélicienne ; une démarche scientifique ni théorisée ni fixée. De même, dans l'ingénierie, la méthodologie compartimente encore la théorie et la pratique ; de plus, les techniciens ne représentent que très peu leurs recherches graphiquement — se bornant souvent à produire des schémas sommaires — et, comme dans les manuscrits grecs puis arabes du XIIe siècle, donnent la prépondérance à la description écrite.
Or, la Renaissance voit émerger un questionnement sur cette démarche scientifique et technique auquel répondront les scientifiques et techniciens du siècle suivant, permettant ainsi la Révolution scientifique du XVIIe siècle : décloisonnement du savoir pratique et savoir théorique, méthodologie renouvelée, élaboration d'un « langage scientifique » adapté, etc. De fait, les scientifiques et techniciens de la Renaissance restent attachés aux théories antérieures et pratiques issues de l'antiquité gréco-romaine et du Moyen Âge arabe : s'ils réalisent que certaines théories sont erronées, ils ne parviennent pas à les réformer, faute d'un ensemble scientifique construit et cohérent ; tout au plus font-ils émerger des principes que seuls leurs suiveurs sauront exploiter pour en bâtir de nouvelles.
Évoluant dans ce cadre, Léonard de Vinci se définit lui-même et agit comme artiste, ingénieur, architecte et scientifique. Mais il n'est pas le seul « artiste universel » de son époque. Sont ainsi notamment connus parmi ses plus célèbres devanciers Guido da Vigevano (vers 1280 - après 1349), Konrad Kyeser (1366 - après 1405), Jacomo Fontana (dit « Giovanni ») (1393-1455), Filippo Brunelleschi (1377 - 1446), Mariano di Jacopo (dit « Taccola » qui s'autoproclame « l'Archimède siennois ») (1382 - vers 1453) et parmi ses contemporains Bonaccorso Ghiberti (1451 - 1516), Giuliano da Sangallo (1445 - 1516) et surtout le peintre, sculpteur, architecte pour bâtiments civils, militaires et religieux, urbaniste, mécanicien et ingénieur militaire siennois Francesco di Giorgio Martini (1439 - 1501). Cette effervescence dans la péninsule italienne fait que les scientifiques et ingénieurs italiens bénéficient d'un grand prestige dans les autres pays européens : c'est ainsi que le roi François Ier, et avant lui les Français de pouvoir en Italie, s'attachent à les faire venir auprès d'eux.

## Biographie au prisme de ses activités scientifiques et ingénieriales

### Formation à l’atelier de Verrocchio à Florence (1464-1482)

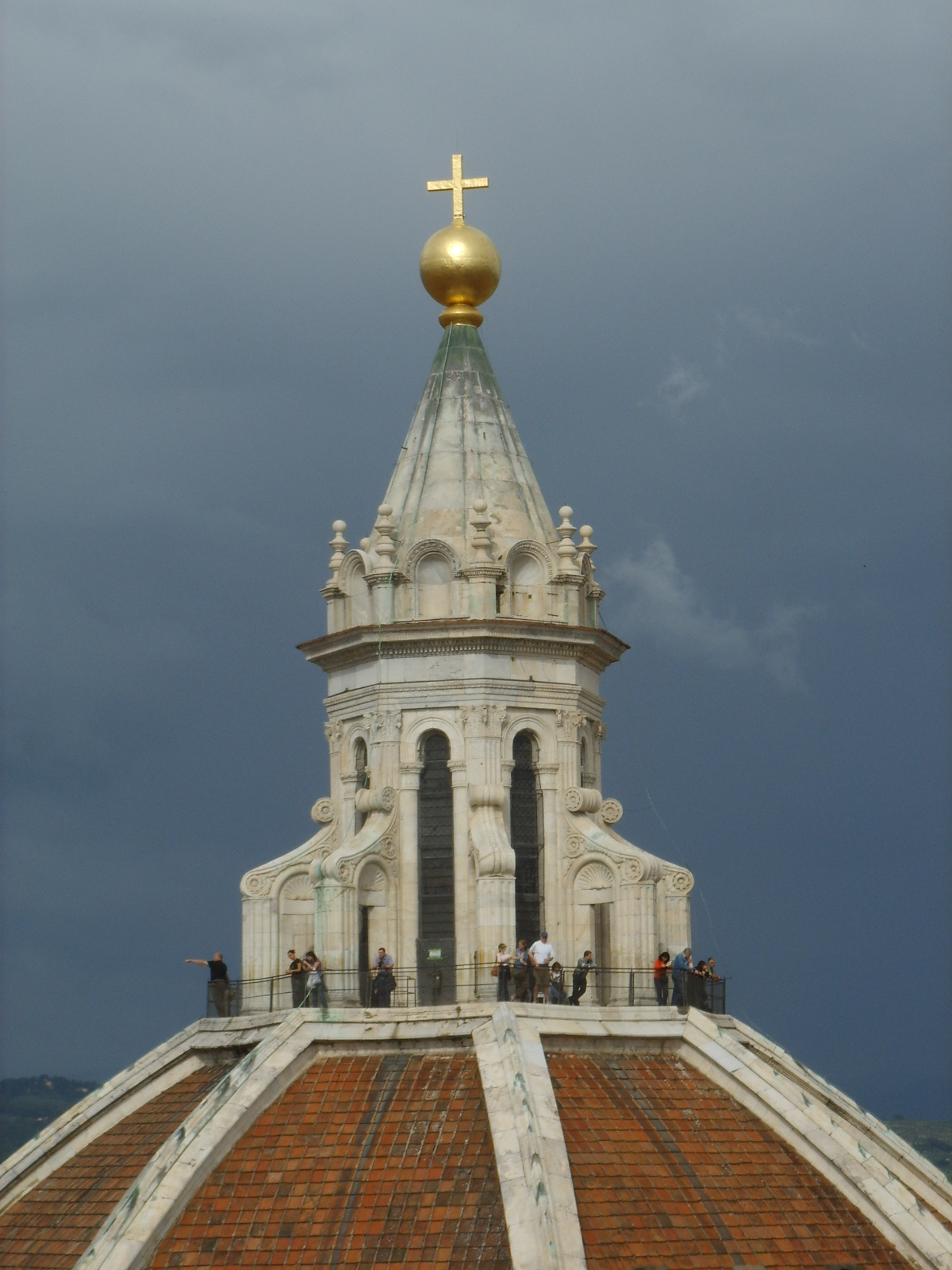
La commande à Verrocchio entre 1468 et 1472 de la boule de bronze destinée à orner la coupole de la cathédrale florentine de Santa Maria del Fiore amorce certainement l'intérêt de Léonard pour les questions d'ingénierie.

Après deux années passées dans une scuola d’abaco (une « école d'arithmétique ») délivrant des notions de base de mathématiques et de lecture, Léonard de Vinci entre vers 1464 à l'âge d'environ 12 ans en apprentissage dans la bottega (l'atelier) d'Andrea del Verrocchio. Il s'agit des deux seules formes de scolarité que suit le jeune homme. Son apprentissage se fait dans le cadre d'un atelier polymathe : son intérêt pour le domaine technologique apparaît dans des notes contemporaines de la commande en 1468 et de la pose en 1472 de la boule de bronze de près de 2 tonnes commandée à Verrocchio et destinée à orner le sommet de la coupole de la cathédrale Santa Maria del Fiore à Florence. C'est peut-être à cette occasion que, en tant qu'apprenti de Verrocchio, il peut observer les engins de levage inventés par Filippo Brunelleschi, dont il reprendra plus tard les plans. Ses premiers dessins à visée technique remontent à 1475 et ses premiers travaux scientifiques commencent dès les années 1480.

### Les années milanaises (1482-1499)

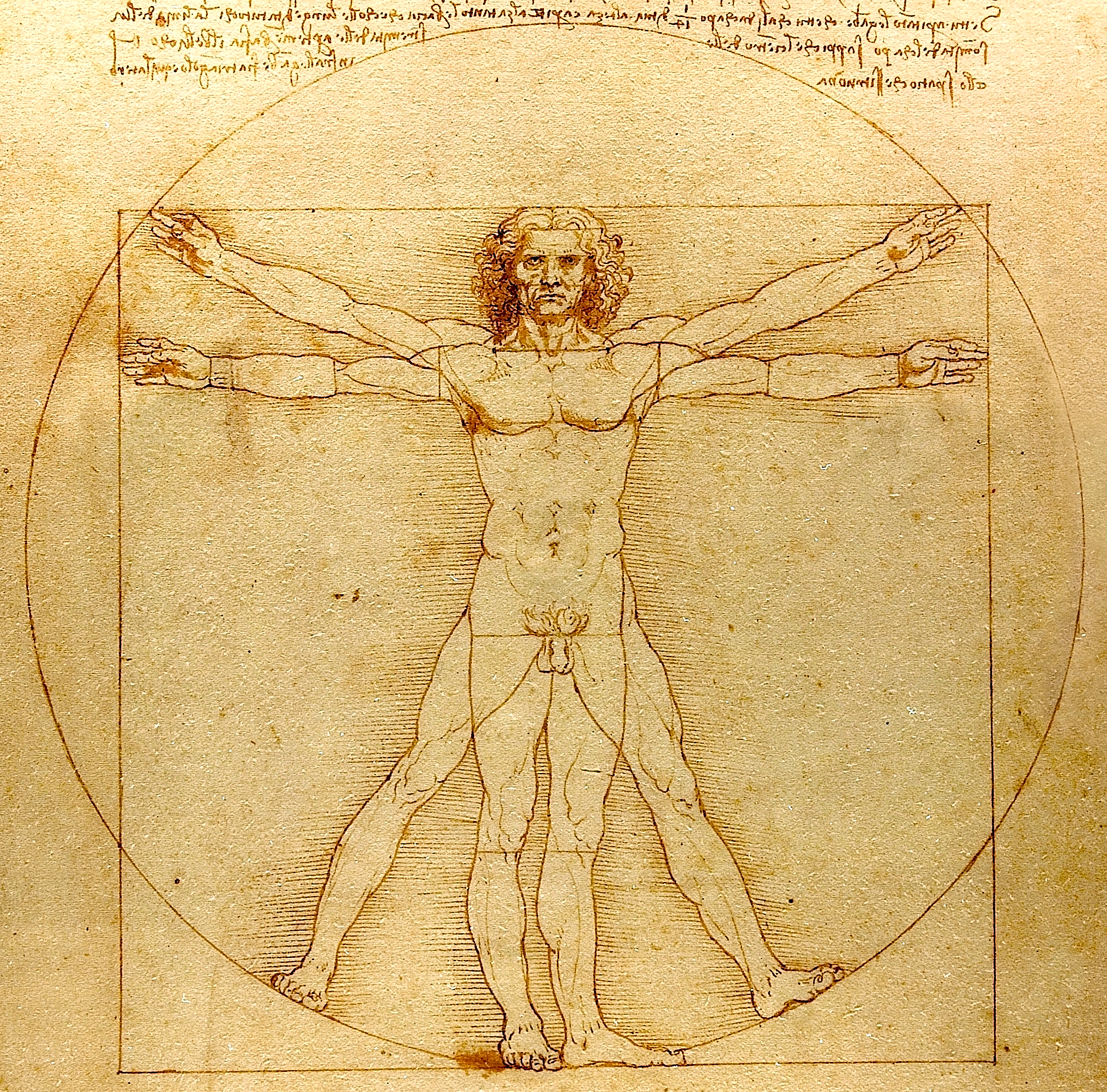
Léonard de Vinci, l'Homme de Vitruve, 1491, Venise, Galeries de l'Académie, no inv. 228.

En 1482, Léonard de Vinci quitte Florence et entre au service de Ludovic Sforza, qui dirige le duché de Milan. Dans une lettre adressée à ce dernier, il se présente comme ingénieur capable de construire des ponts, des armes nouvelles destinées à prendre des places fortes, des véhicules blindés et des aqueducs.
Vers 1485-1490, il dessine une des premières études d'anatomie : il s'agit d'un schéma représentant les principaux organes et vaisseaux sanguins alors qu'il n'a jamais disséqué de cadavre. En 1489, il prépare l'écriture d'un ouvrage sur l'anatomie humaine qu'il intitulerait De la figure humaine dans lequel il se propose d'étudier les différentes proportions du corps humain. C'est ainsi qu'il dessine en 1491 l'Homme de Vitruve sur base des écrits de l'architecte et écrivain romain Vitruve.
À cette même période, Léonard se consacre à des études technico-scientifiques, qu'elles concernent la mécanique (horloges et métiers à tisser) ou les mathématiques (arithmétique et géométrie), qu'il note scrupuleusement dans ses carnets, certainement afin d'en tirer des traités systématiques.
En 1487, il participe à un concours pour la construction de la tour-lanterne de la cathédrale de Milan et y présente une maquette courant 1488-1489. Son projet n'est pas retenu, mais il semble qu'une partie de ses idées ait été reprise par le vainqueur du concours, Francesco di Giorgio Martini. Les études afférentes à ce travail constituent les recherches les plus approfondies et les plus complètes que Léonard propose au cours de sa carrière. De fait, la moitié de sa production de dessins architecturaux est faite entre 1487 et 1490. Il délaisse ensuite le sujet pour de longues années. Dans les années 1490, il devient avec Bramante et Gian Giacomo Dolcebuono un ingénieur urbaniste et architectural de premier plan. De fait, les archives lombardes lui accolent volontiers le titre d'« ingeniarius ducalis ».

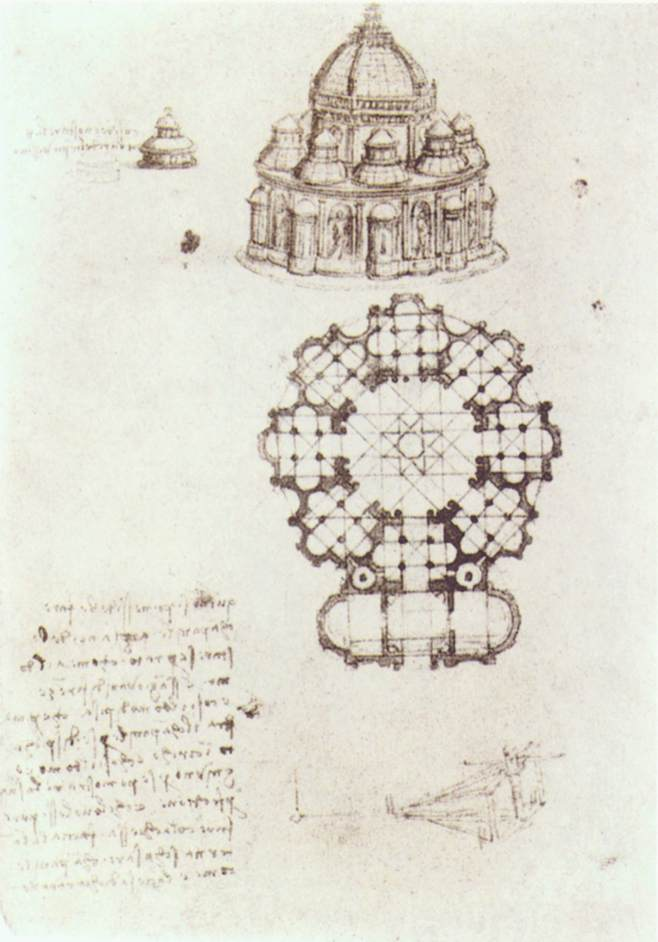
Étude d'église à plan central, vers 1488 (bibliothèque de l'Institut de France.)

En 1496, il fait la rencontre du mathématicien Luca Pacioli qui devient dès lors son ami ainsi que son guide dans le domaine. En 1498, il illustre de polyèdres l'ouvrage de ce dernier, le De divina proportione.

#### Architecture

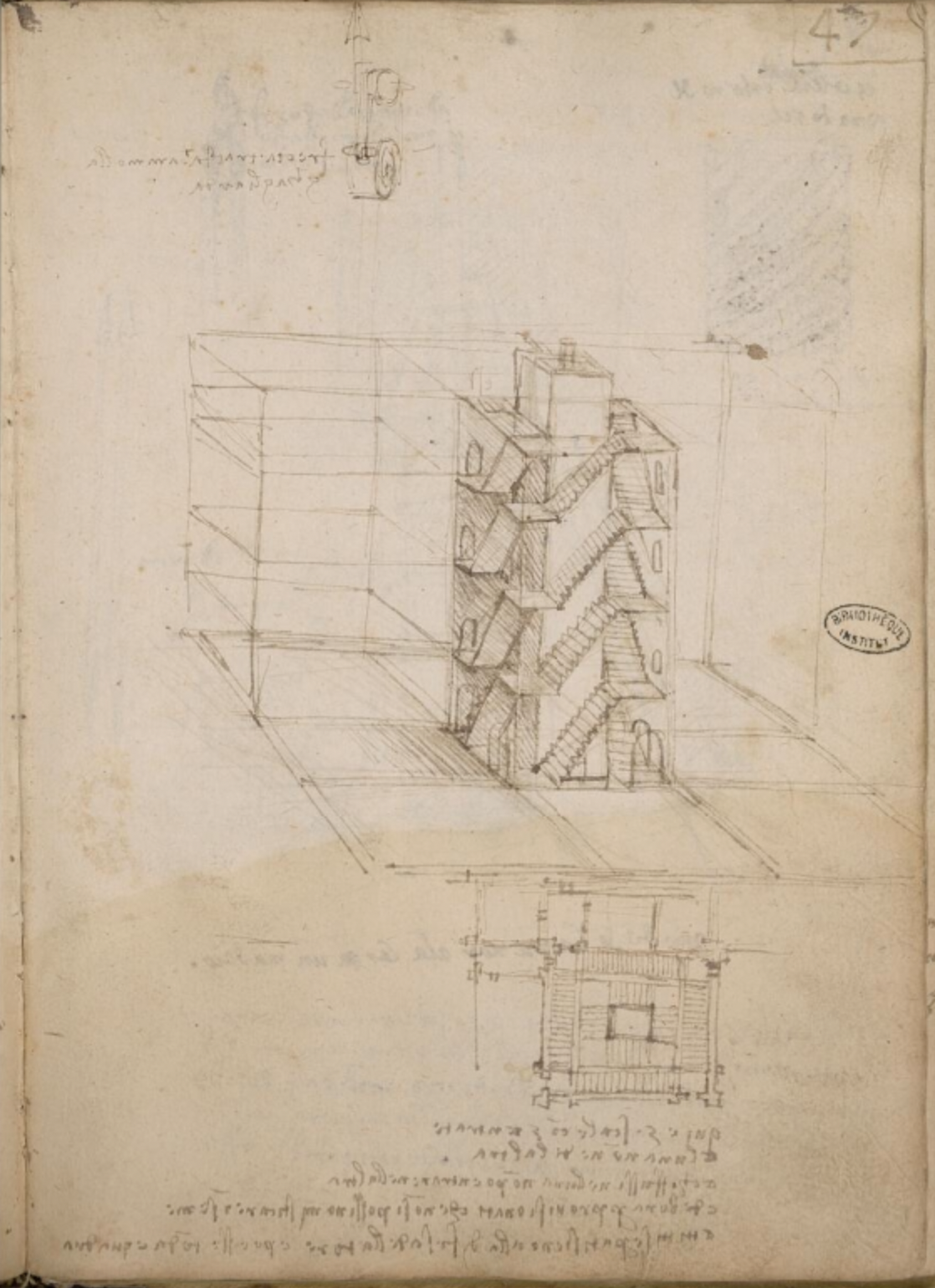
Léonard de Vinci, Dessins d'escaliers, Ms. B, fol. 47r, Institut de France.

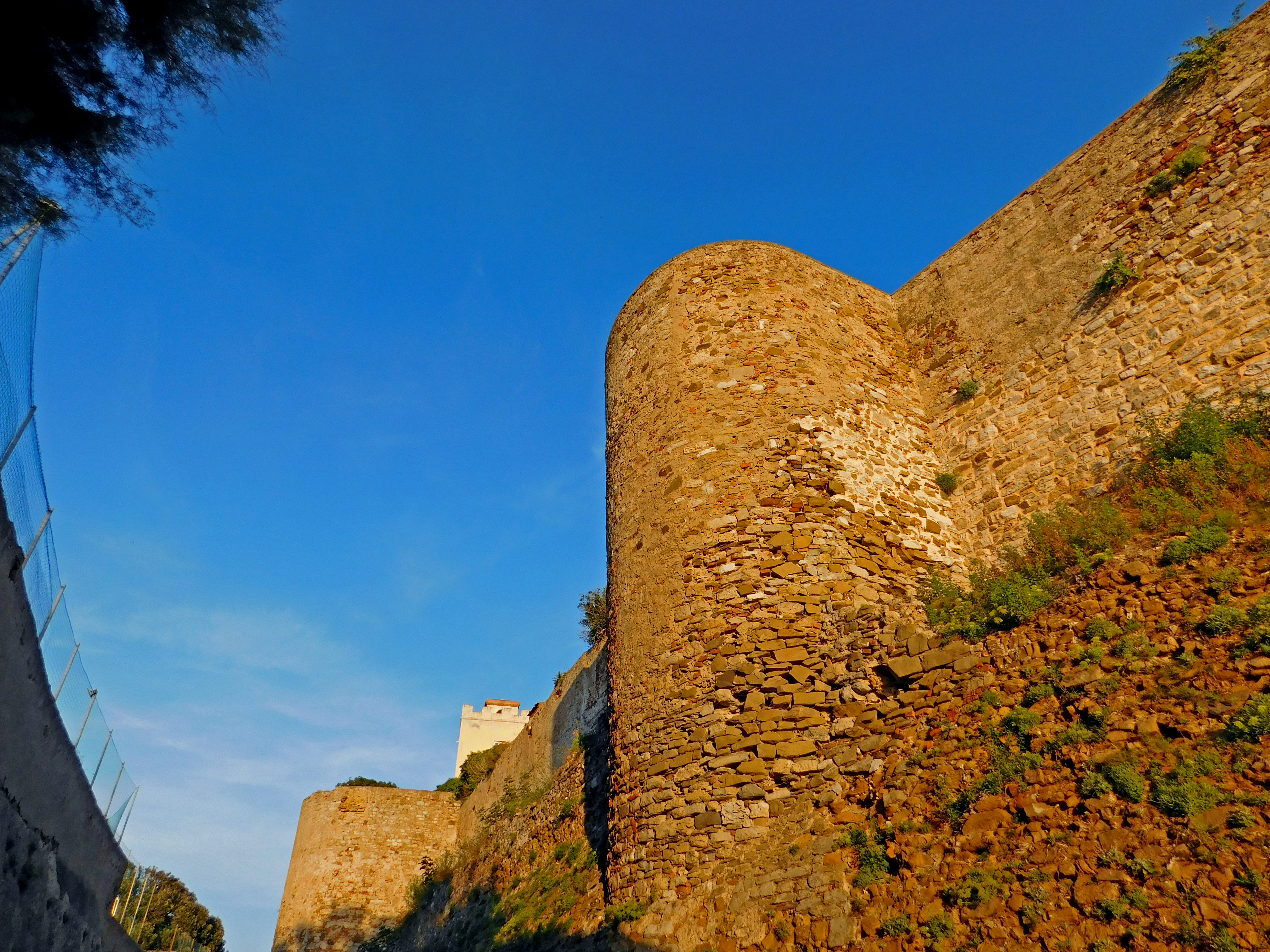
De rares réalisations architecturales nous sont parvenues comme cette partie des fortifications de Piombino, modifiées suivant ses plans.

#### Urbanisme

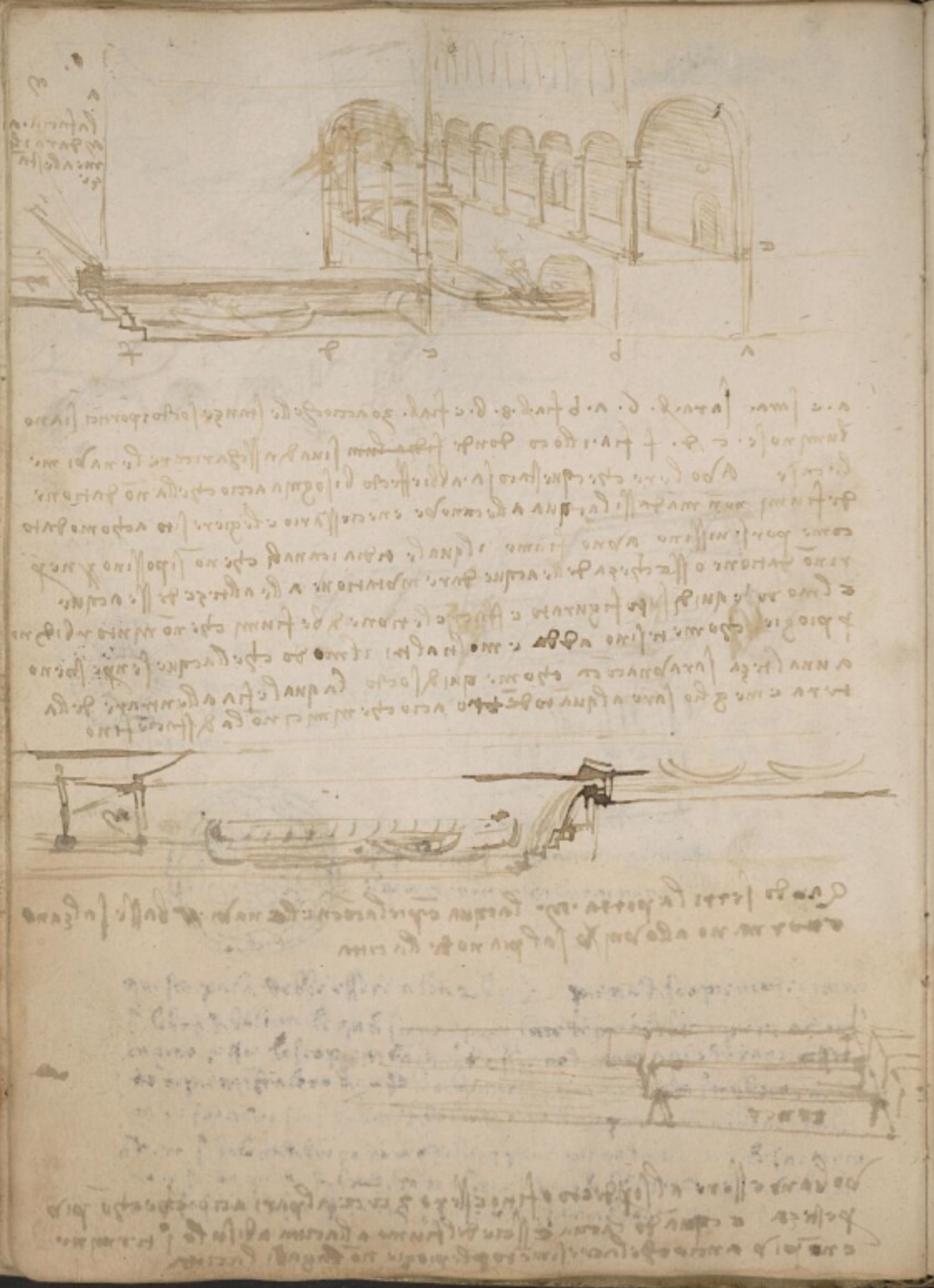
Léonard de Vinci, Ville à deux niveaux, Ms. B, fol. 3v., Institut de France.

#### Cartographie

L'art de la cartographie chez Léonard de Vinci
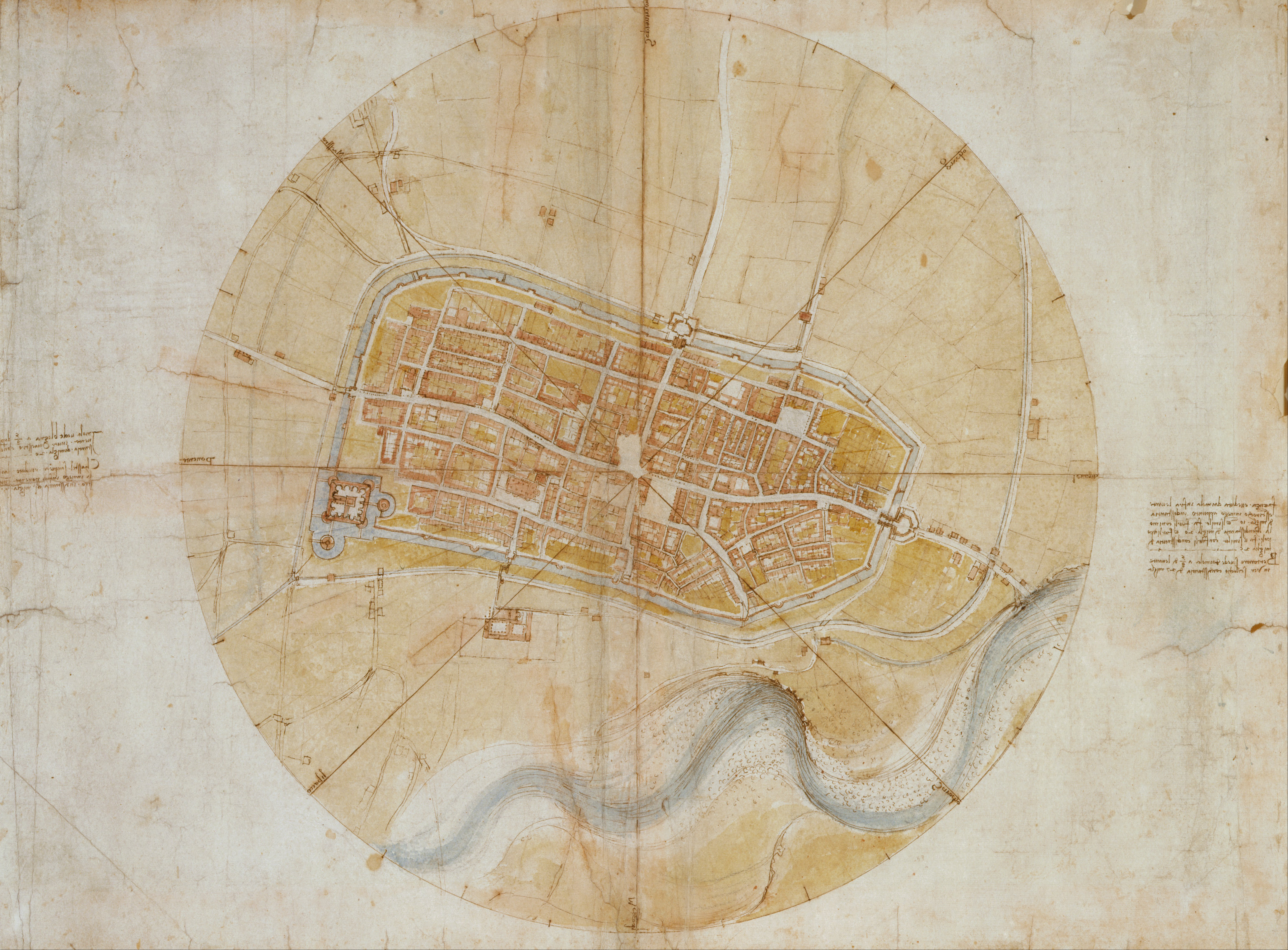
Plan d'Imola, vers 1502, château de Windsor, no inv. RCIN 912284.
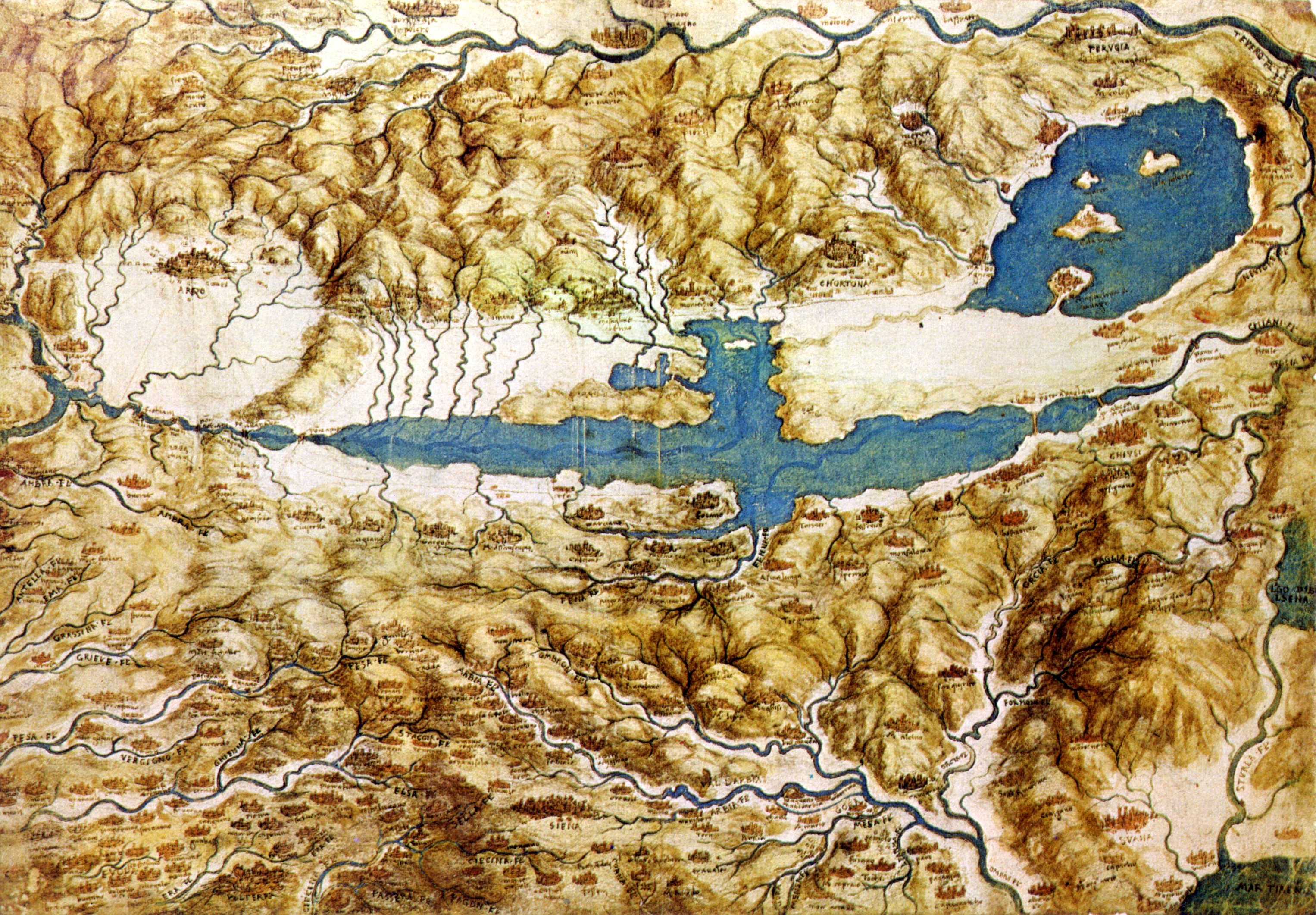
Vue topographique de la région de la plaine d'Arezzo et du Val di Chiana, vers 1503-06, château de Windsor, no inv. RCIN 912278.

#### Armes et machines de guerre

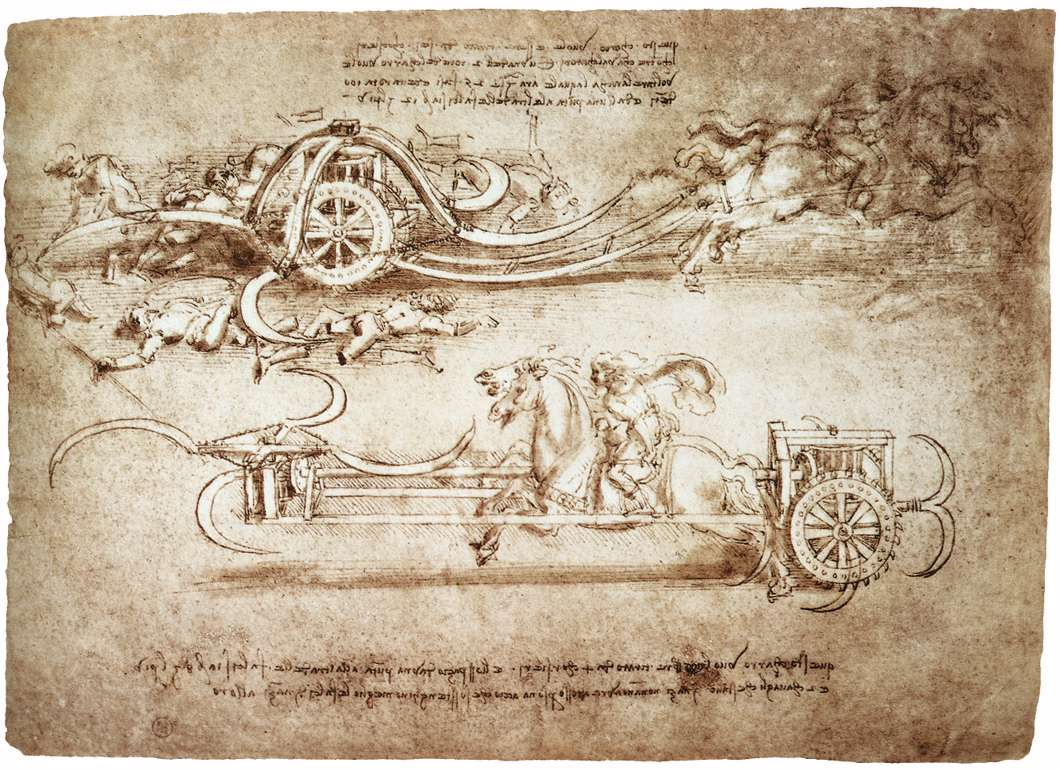
Chariots armés de faux, vers 1485, Turin, Biblioteca Reale.

### Années d'errance (1499-1503)
En 1499, à la suite de la conquête de Milan par les troupes françaises, Léonard de Vinci quitte la ville pour se rendre dans plusieurs régions italiennes successives. Durant cette période, ses travaux en anatomie se raréfient pour des raisons qui demeurent inconnues.
S'il ne reste que peu de temps à Venise — puisqu'il en part dès avril 1500 —, il y est employé comme architecte et ingénieur militaire pour préparer la défense de la ville qui craint une invasion ottomane. Paradoxalement, il propose, deux ans plus tard, ses services d'architecte au sultan turc, Soliman le Magnifique, qui n'y donne pas suite.

### Seconde période florentine (1503-1506)

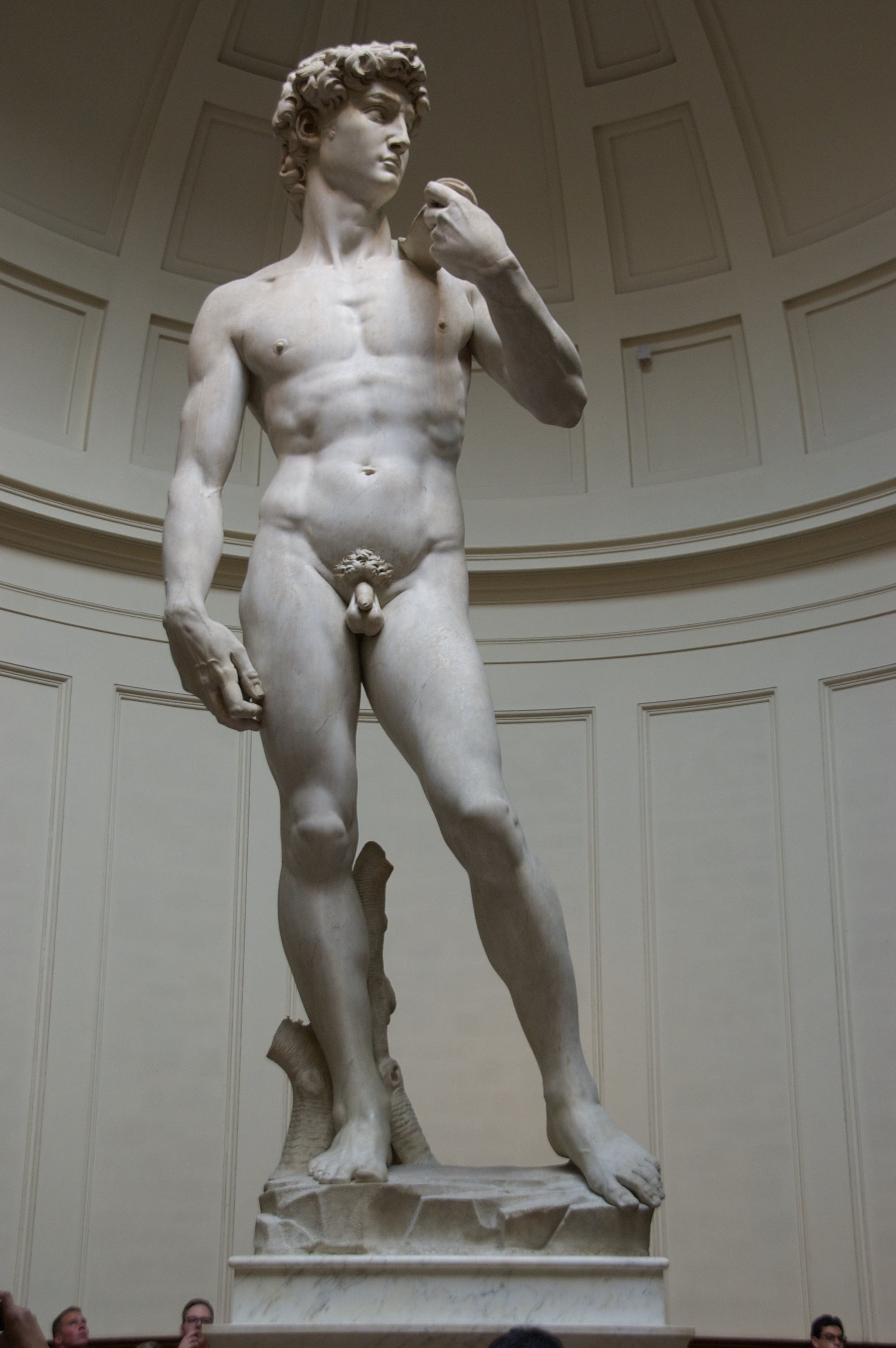
La statue du David de Michel-Ange a certainement contribué à pousser Léonard à reprendre ses études sur l'anatomie humaine (Michel-Ange, 1501-1504, Florence, Galleria dell'Accademia, no inv.1075).

En 1503, il retourne à Florence dont la république est restaurée depuis peu. Il y reçoit rapidement commande d'une fresque dans la salle du Grand Conseil du Palazzo Vecchio, La Bataille d'Anghiari : la monumentalité de l'œuvre et la multiplicité de ses figures le poussent à reprendre ses études sur l'anatomie, se concentrant sur la musculature superficielle de l'homme. Cependant, il s'intéresse au sujet indépendamment de cette fresque : c'est très certainement aussi sous l’influence du travail de Michel-Ange, et en particulier son David, qu'il intensifie ses études. Il procède à des dissections à l'hôpital Santa Maria Nuova où il travaille notamment sur les ventricules cérébraux et améliore sa technique de dissection, de démonstration anatomique et sa figuration des différents plans des organes. Il projette même de publier ses manuscrits anatomiques en 1507. Mais, comme pour la majorité de son œuvre, il n'ira pas jusqu'au bout.

### Seconde période milanaise (1506-1513)
En 1506, Léonard de Vinci quitte Florence pour s'établir de nouveau à Milan, où il est accueilli par  le gouverneur local et lieutenant général du roi de France, Charles d'Amboise. À ce titre, celui-ci représente l'autorité civile et militaire en Lombardie qui appelle à lui des experts en architecture militaire comme Léonard de Vinci. Après plus de 15 ans de pause sans véritables réflexions sur le domaine, il se consacre de nouveau à l'architecture. Néanmoins, son intérêt reflue les années suivantes.

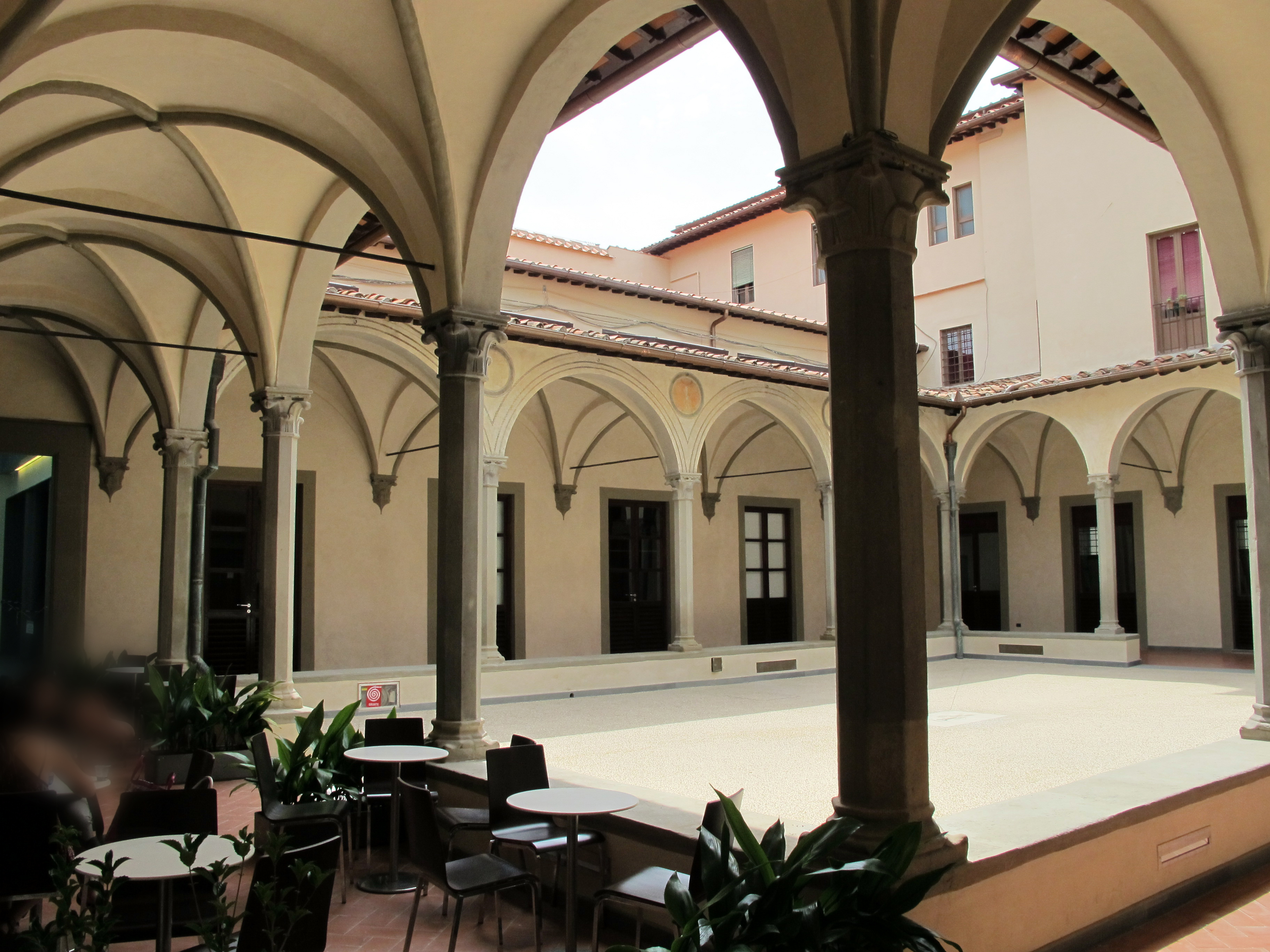
L’hôpital Santa Maria Nuova de Florence accueille fréquemment Léonard pour la pratique de ses dissections.

À partir de 1508, il ne se consacre qu'à la science et semble ne plus entamer de nouveau tableau, se contentant de retoucher ceux qu'il a laissés inachevés. Ainsi, vers 1509, stimulé par sa rencontre puis sa collaboration avec le professeur de médecine lombard Marcantonio della Torre, il poursuit ses études sur l’anatomie humaine : reprenant les dissections, il étudie notamment l'appareil urogénital, le développement du fœtus humain, la circulation sanguine et découvre les premiers indices du processus d’arthérosclérose. Ses pratiques de dissection sont devenues si courantes qu'il est tout à fait capable de déceler des pathologies des personnes dont il étudie le cadavre. Sa réputation est telle qu'il est laissé libre par les autorités de pratiquer cette activité. Pour ce faire, il fait de nombreux aller-retours à l’hôpital Santa Maria Nuova de Florence où il jouit du soutien des médecins.
Au retour de ses campagnes militaires en mai 1509, Louis XII le fait ordonnateur des fêtes données dans la capitale lombarde. Léonard analyse les effets de contraste qu'offre la lumière sur les objets. Il est également employé comme architecte et ingénieur hydrologue dans la construction d'un système d'irrigation locale,.
L'hiver 1510-1511 constitue un tournant dans ses recherches sur l'anatomie humaine puisqu'il se consacre exclusivement à l'étude du squelette et des muscles, s'intéressant à « la mécanique du corps humain […] au détriment des considérations biochimiques ». Durant l'année 1512, il est hébergé non loin de Milan, à Vaprio d'Adda, dans la « Villa Melzi », la propriété familiale des parents de son élève Francesco Melzi. Faute de corps humains, il dissèque des animaux et termine un précis de géologie (rassemblé dans le Codex Leicester).

### Séjour à Rome (1514-1516)
En 1514, Léonard de Vinci est appelé par le pape Léon X à travailler à Rome. Le séjour est source de frustrations pour lui aussi bien dans le domaine artistique que scientifique. Ces années romaines sont plutôt improductives dans tous les domaines scientifiques et techniques. Néanmoins, il s'intéresse aux mathématiques, à l'astronomie et aux miroirs concaves et leurs possibilités de concentration de la lumière afin de produire de la chaleur. Comme il est compétent dans les sciences de l'ingénierie et de l'hydraulique, il est engagé, en 1514 ou en 1515, dans un projet d’assèchement des marais pontins situés à 80 kilomètres au sud-est de Rome, commandé par Léon X à son frère Julien de Médicis. Enfin, en anatomie, il parfait ses recherches sur le cœur en parvenant à disséquer trois corps humains. Cette activité est certes tolérée, mais elle semble causer un certain émoi dans le milieu de la cour et Léonard est vite découragé dans la poursuite de cette activité,.

### Dernières années en France (1516-1519)

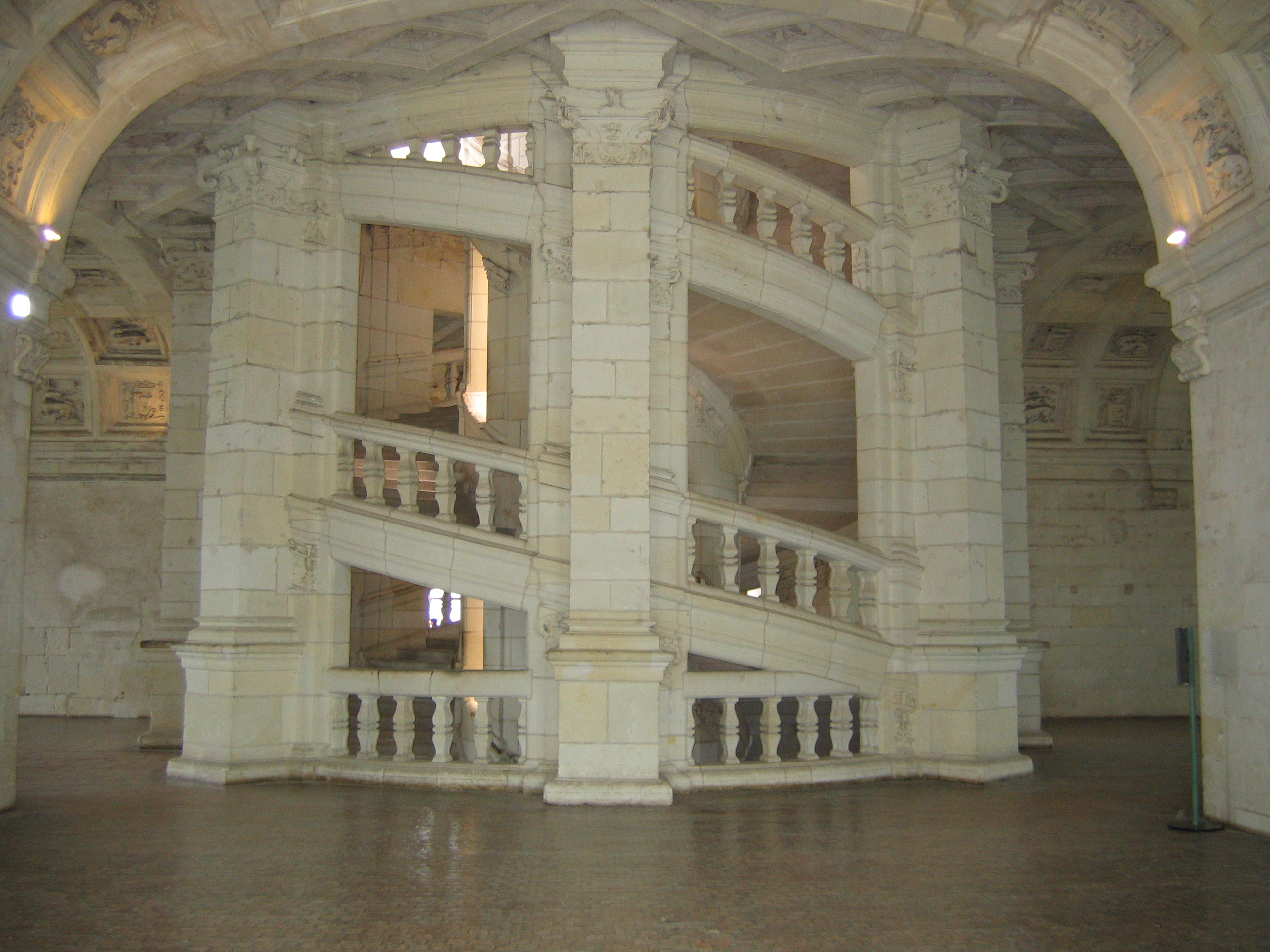
Escalier à double révolution dans le château de Chambord dont le plan émane très certainement de Léonard.

En 1516, à la mort de Julien de Médicis, Léonard de Vinci accepte l'invitation du roi de France à se rendre à sa cour. Rien n'indique qu'il y ait continué ses recherches en anatomie ; en revanche son intérêt pour l'architecture y retrouve une certaine vigueur, : c'est ainsi qu'il est consulté en tant qu'architecte pour la création du château de Chambord — au sein duquel se trouve ce qui semble être sa création ou au moins inspiré de ses croquis, l'escalier à double révolution ; en tant qu'urbaniste pour l'édification d'un nouveau château à Romorantin qui ne verra pas le jour ; et en tant qu'ingénieur hydraulicien sur un projet de canal reliant la Loire et la Sauldre. Néanmoins, âgé et partiellement paralysé, il semble qu'il mette de côté aussi bien ses productions artistiques que ses recherches scientifiques et techniques, le roi se satisfaisant, semble-t-il, de sa présence prestigieuse à sa cour : tout au plus assure-t-il la création technique lors de festivités tel un lion automate pour le roi à l'occasion du baptême du Dauphin en septembre 1517.

## Léonard et les sciences et techniques

### Formation

#### Une formation multidisciplinaire

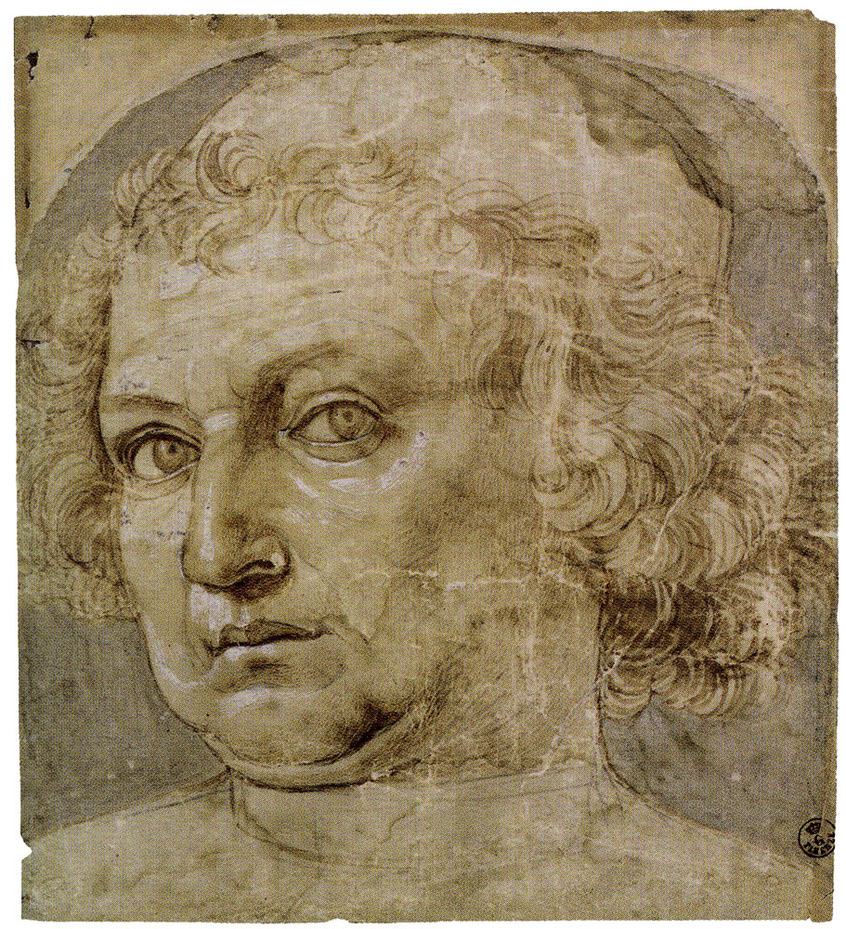
Andrea del Verrocchio, le maître polymathe de Léonard (Andrea del Castagno, vers 1470, Florence, galerie des Offices, cabinet des dessins et des estampes).

Léonard de Vinci entre vers 1464 à l'âge d'environ 12 ans en apprentissage dans l'atelier d'Andrea del Verrocchio. Artiste renommé, son maître est un polymathe : orfèvre et forgeron de formation, il est peintre, sculpteur et fondeur mais aussi architecte et ingénieur ; en outre, dans son atelier, on disserte de mathématiques, d'anatomie, d'antiquités, de musique et de philosophie. De fait, les commandes qu'il reçoit sont l'occasion d'acquérir des notions d'ingénierie et de machinerie, de mécanique, de métallurgie et de physique. Léonard reçoit donc une formation multidisciplinaire qui réunit l'art, la science et la technique et où sont couramment alliées les techniques de dessin et de gravure avec l’étude de l’anatomie superficielle et la mécanique.
C'est ainsi que ses projets de traités sont souvent transdisciplinaires : s'il désire écrire un traité sur l'eau, celle-ci est envisagée sous toutes ses manifestations ; de plus, ne s'arrête-t-il pas au simple savoir des ingénieurs mais désire y ajouter des réflexions théoriques issues des sciences mathématiques et de la philosophie. Cette démarche issue de sa formation autodidacte et pluridisciplinaire le distingue alors des ingénieurs qui lui sont contemporains.

#### Une absence de formation universitaire
Léonard de Vinci n'a pas de formation universitaire car il appartient à une catégorie sociale intermédiaire : il ne peut fréquenter une de ces écoles latines dans lesquelles est dispensé l'enseignement des humanités classiques. De fait, il suit une scolarité basique dans une école destinée aux futurs commerçants et donc dispensant un savoir strictement utile à leur futur métier. À l'âge de dix ans, il entre ainsi dans une scuola d’abaco où il apprend des rudiments de lecture, d'écriture et surtout d'arithmétique avant d'être envoyé en apprentissage à l'âge de 12 ans dans l'atelier de Verrocchio. Il n'étudie donc ni le grec ni le latin qui, en tant que supports exclusifs à la science, sont pourtant essentiels à l'acquisition des connaissances théoriques scientifiques et surtout sont supports d'un vocabulaire stable et spécifique : il n'apprendra que le latin — et encore, imparfaitement — en autodidacte et seulement à l'âge de 40 ans. Les chercheurs décrivent donc un modeste savoir académique : « Il apprit à lire et à écrire, mais ses connaissances en arithmétique restèrent médiocres, et s'il tenta d'acquérir, à l'âge adulte, quelques rudiments de latin, jamais il ne posséda la langue employée de son temps par la plupart des écrivains scientifiques ». Léonard, conscient de ses lacunes, cherche alors à « contourner les sources livresques du savoir. »
Même s'il se définit comme un « homme sans lettres », Léonard montre dans ses écrits colère et incompréhension devant le mépris dont il fait l'objet par les docteurs en raison de son absence de formation universitaire. En réaction, Léonard devient libre penseur et adversaire de la pensée traditionnelle ; cette éducation lacunaire restera pourtant sa vie durant un sujet sensible : face aux attaques du monde intellectuel, il se présente plutôt volontiers comme un disciple de l’expérience et de l’expérimentation. Ainsi, dans ses carnets, de nombreuses notes éclairent ces aspects de sa biographie :

« Je me rends bien compte que, du fait que je ne suis pas un lettré, certains présomptueux croiront pouvoir me blâmer en alléguant que je suis un ignorant. Stupide engeance ! […] mes sujets, pour être exposés, requièrent l’expérience plus que les paroles d’autrui. Et l’expérience ayant été la maîtresse de ceux qui écrivent bien, je la choisis pour maîtresse, et en tout cas, ferai appel à elle. »

— Léonard de vinci, Codex Atlanticus, 327 v.
Son absence de formation universitaire est paradoxalement ce qui le libère des connaissances et méthodes figées de son temps. C'est ainsi qu'il réalise une vraie synthèse entre le savoir théorique de son temps et les observations issues de la pratique de l'ingénieur. De fait, la science de Léonard est fondée sur sa puissance d'observation.

### Aux sources de sa curiosité intellectuelle

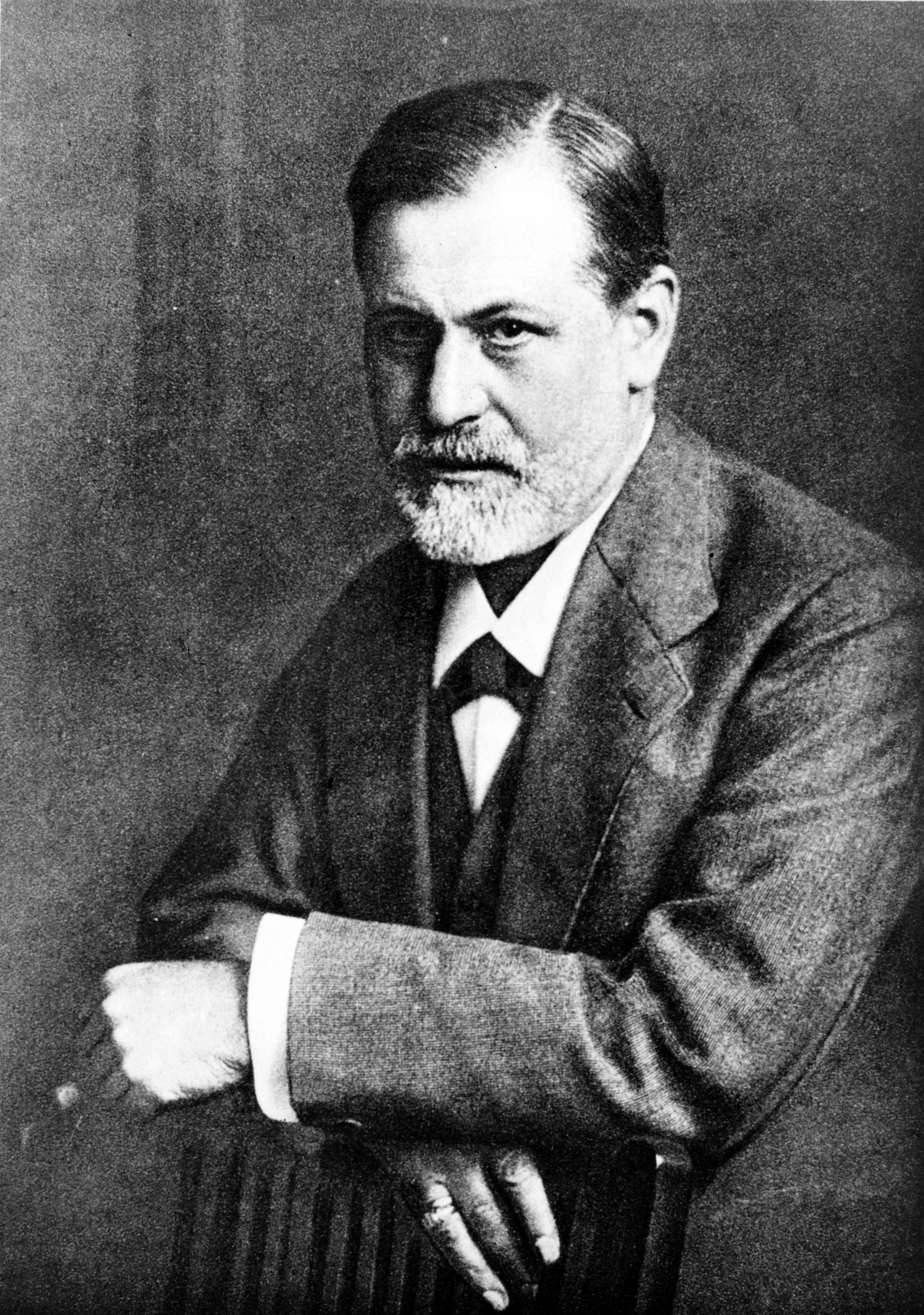
Sigmund Freud à l'époque où il rédige Un souvenir d'enfance de Léonard de Vinci, dont le premier chapitre traite de l'opposition pulsionnelle chez Léonard entre la recherche scientifique et l'œuvre créée du peintre.

Il est difficile de déterminer les causes profondes de l'insatiable curiosité intellectuelle de Léonard de Vinci.
Le psychanalyste Sigmund Freud s'est penché sur la question : en 1910, dans Un souvenir d'enfance de Léonard de Vinci (en allemand : Eine Kindheitserinnerung des Leonardo da Vinci), il mobilise à son propos les concepts de « sublimation » et de « narcissisme »,. De l'aveu même de Freud, sa définition de la « sublimation » est certes marquée d'incomplétude du point de vue métapsychologique : toutefois, si elle reste « beaucoup débattue du temps de Freud et par la suite, cette notion n'a pas connu de modifications en profondeur » depuis, en dépit d'apports théoriques successifs à ce que Sophie de Mijolla-Mellor considère plutôt comme un « concept organisateur ». Freud émet l'hypothèse que Léonard a fortement refoulé sa sexualité infantile : ses pulsions sexuelles ont alors dévié de leur but sexuel immédiat pour se mettre à la disposition d'activités culturelles socialement valorisées ; mécanisme-même de la sublimation : « Un  tel  homme  ferait  donc  par  exemple  de  l’investigation  avec  le  dévouement passionné dont un autre dote son amour, et il pourrait faire de l’investigation au lieu d’aimer ». D'après Jean-Michel Quinodoz, avec un tel refoulement, la libido se transforme en désir insatiable de savoir, transfiguration des thèmes sexuels. C'est au premier chapitre d'Un souvenir d'enfance de Léonard de Vinci, où, selon S. de Mijolla-Mellor, il traite de la passion de l'investigation, de ses origines infantiles et de ses inconvénients au niveau relationnel (social, vie amoureuse), que Freud oppose l'inhibition (soit une « lenteur de réalisation ») dans l'activité picturale et « l'investissement démesuré pour la recherche ». Il définit « trois destins de l'investigation intellectuelle infantile : inhibition, obsessionnalisation, sublimation », et il écrit : « La libido se soustrait au refoulement, elle se sublime dès l'origine en curiosité intellectuelle »,.
De façon plus immédiate, outre la polymathie et la transdisciplinarité au sein desquelles Léonard de Vinci évolue, il semble bien que son travail artistique serait à l'origine de son besoin de connaissance. Au premier rang de celui-ci se trouve la nécessité de connaître le corps humain : dans ses Commentaires, le peintre et sculpteur florentin Lorenzo Ghiberti n'écrit-il pas vers 1450 que pour parfaire ses portraits le peintre doit « avoir vu des dissections » et que « le sculpteur voulant composer la statua virile sache combien d'os il y a dans le corps humain et connaisse les muscles et tous les nerfs et connexions qui sont dans le corps de l'homme » ? À cette injonction que Léonard pourrait connaître, et en tout cas qui est dans l'air du temps, celui-ci répond : « Peintre, tu devrais savoir que tu ne peux pas être bon si tu n'es pas un maître assez universel pour imiter avec ton art toute sorte de forme naturelle ». Puis, poussant plus avant, il souhaite produire un Traité de la peinture où il irait plus loin que les ouvrages similaires d'autres théoriciens : loin de se limiter aux principes les plus apparents permettant « d'imiter la nature », il cherche à « exposer les fondements scientifiques et théoriques de la peinture ». Par exemple, comment restituer la perspective ? Et comment rendre les ombres et les couleurs ? Mais aussi, quelles sont les causes sous-jacentes aux simples apparences que ces premières questions soulèvent ? Dès lors, il ne peut que s'intéresser aux questions ayant trait à la biologie, à la physique ou encore aux mathématiques.

### Méthode de travail de Léonard de Vinci
Léonard se définit comme un « homme de la praxis », c'est-à-dire de la pratique, de l'élaboration concrète : il ne propose pas de théories mais construit et utilise la science comme l'outil permettant d'arriver à ce résultat. De fait, « la rigueur du raisonnement lui importe moins que l'efficacité du résultat ». Il agit ainsi dans la logique de sa formation d'atelier chez Verrocchio. En conséquence, les dessins techniques de ses journaux constituent surtout autant de notes en images des idées qui s'élaborent et ils témoignent du processus de construction et d'évolution de ces idées et de son raisonnement.
Léonard de Vinci vise avant tout à obtenir des « connaissances générales applicables dans tous les cas, qui permettent de trouver la solution adéquate à chaque problème ». Pour cela, il procède d'abord et la plupart du temps par l'analogie, celle-ci constituant le point de départ d'hypothèses d'interprétation et non comme preuve à valeur démonstrative. Cette méthode de travail se retrouve par exemple dans son travail sur le vol des oiseaux où il compare le déplacement dans l'air à celui dans l'eau, tous deux étant des fluides. Son travail consiste alors « dans la recherche de données chiffrées », ces données ne pouvant « être obtenues que par une série d'expériences » : c'est ainsi que dans ses études architecturales, il procède par calculs et utilisation de formules mathématiques afin, par exemple, d'estimer les capacités de résistance des matériaux utilisés dans la construction.
Cette méthodologie est cependant en évolution : s'il ne cherche pas à théoriser dans une première partie de sa carrière, il le fait à la fin de sa vie. Ainsi élabore-t-il une théorie des « quatre puissances de la nature » (mouvement, poids, force et percussion) qui seraient à l'origine de tous les phénomènes physiques : il imagine alors une série d'expériences destinées à prouver sa théorie,.

### Les apports de Léonard de Vinci

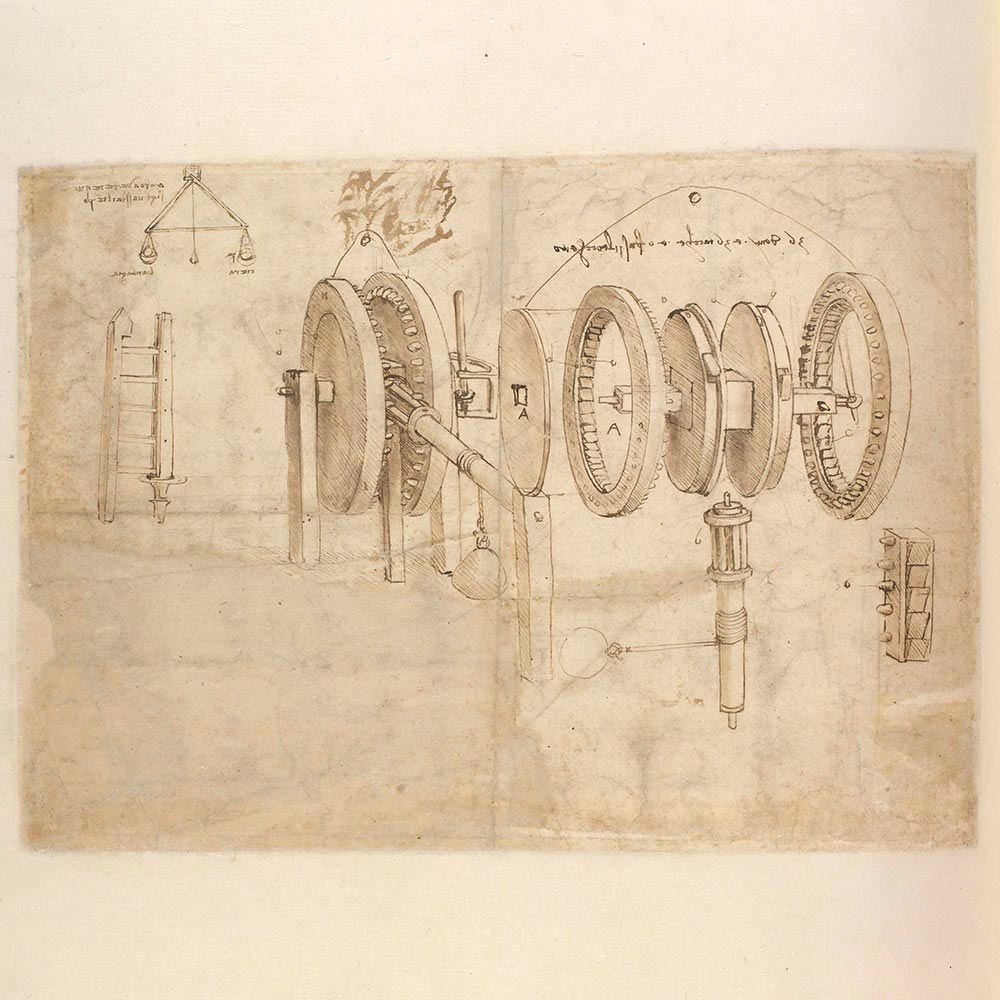
Ce dessin sur le mécanisme pour la transformation du mouvement alternatif par un mouvement continu se fonde sur la vue en éclaté (vers 1480, Codex Atlanticus, 30v).

Malgré les recherches modernes visant à revoir à la baisse le caractère novateur et isolé du travail de Léonard de Vinci, les historiens des sciences lui reconnaissent plusieurs apports. Un des plus importants est son utilisation du dessin technique en tant que support de mémoire et pédagogique. Il est en effet l'un des premiers ingénieurs à déployer des techniques aussi précises et pointues de représentation graphique de ses idées. En outre, à cette époque où le premier moyen de transmission demeure l'oralité, il confère au dessin technique une valeur aussi grande que le texte descriptif. De fait, il possède des capacités exceptionnelles de dessinateur, en plus de sa grandes capacité de perception de la globalité de son sujet d'étude et de son style littéraire précis : cela ressort particulièrement dans ses études d'anatomie qui comptent ainsi « parmi les plus pointues jamais réalisées ». Or il applique les techniques de représentations anatomiques à tout sujet technologique selon une démarche que Daniel Arasse qualifie d'« anatomique » : il systématise l'association de différentes techniques avec des plans sous forme éclatée, en tournant autour de son sujet selon plusieurs points de vue. Il est le seul parmi ses devanciers et contemporains à le faire. De fait, la puissance visuelle de son dessin est à la base de la force de persuasion qu'il est capable de déployer aussi bien auprès de ses pairs que de futurs commanditaires. Autre différence avec ses contemporains, le dessin technique de Léonard de Vinci relève de l'épure, ce qui est alors tout à fait nouveau et préfigure le dessin industriel tel qu'il est encore utilisé aujourd'hui. Il se construit notamment grâce aux techniques artistiques de la perspective ou le rendu de l'ombre : en comparaison, Daniel Arasse trouve que les dessins d'ingénieurs renommés comme Francesco di Giorgio Martini « font preuve d'une gaucherie certaine ». Finalement, il produit des études graphiques — croquis et notes — mêlant expériences, observations réelles et réflexions savantes comme cela est particulièrement visible lors de ses recherches liées à la distribution équitable de l'eau aux particuliers et leur paiement des impôts en conséquence. Une telle utilisation du dessin technique est unique parmi les ingénieurs contemporains de Léonard.

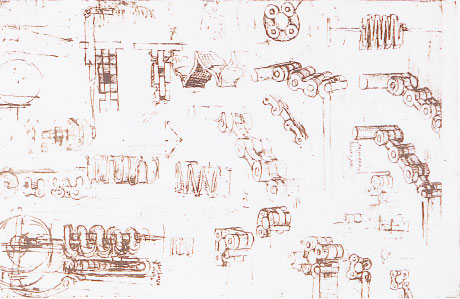
Chez Léonard, l'étude d'une machine commence systématiquement par celle, approfondie, de ses composants (Études de chaînes à rouleaux).

Autre apport de Léonard de Vinci dans le domaine scientifique et technique, le caractère systématique de ses recherches : traduisant ses réflexions, ses dessins techniques et ses descriptions témoignent d'une attention aussi aiguë pour le détail qu'à l'ensemble de son objet. Il considère en effet que chaque détail doit être étudié pour pouvoir rendre compte de son fonctionnement interne ; à l'inverse, la globalité du projet doit être considérée pour estimer la pertinence de l'agencement de ses parties. Sa méthodologie propose donc autant d'allers-retours pour obtenir l'étude la plus complète possible. De fait, Bertrand Gille — pourtant critique d'une vision idéalisée du travail de Léonard — reconnaît au maître « un besoin de rationaliser que l'on ignorait jusqu'alors chez les techniciens » et décrit Léonard comme « un ingénieur qui ne se soucie que d'efficacité et qui ne trouve dans l'effort qu'il a fait qu'un moyen de puissance sur le monde matériel ».
Le travail de Léonard présente une autre originalité due à son absence de formation universitaire : voilà qui le libère des connaissances et méthodes qui lui sont contemporaines. Il présente une réelle capacité à contredire les théories de son temps : ainsi présente-t-il des intuitions qui ne seront reformulées puis validées que plusieurs siècles plus tard, comme son hypothèse de la formation des fossiles, remarquable d'exactitude, en contradiction avec les explications de son temps liées à la littérature biblique ou à l'alchimie. Bien plus, la nouveauté de ses travaux techniques tient certainement au fait qu'elles ne sont pas explorées par ses contemporains car considérées alors comme inutiles. Au nombre d'entre elles, se compte ainsi la « rentabilisation économique du travail grâce à l'automatisation des opérations mécaniques de production » que poursuit le maître, or une telle recherche de rentabilisation ne fait alors pas partie des centres d'intérêt de la société compte tenu de la relation au travail et des relations sociales.

### Limites et difficultés
Au tournant des xxe et xxie siècles, des chercheurs relativisent toutefois la portée des travaux de Léonard de Vinci en tant qu'homme universel, ingénieur et scientifique.

#### Difficultés liées à son manque de bagage théorique

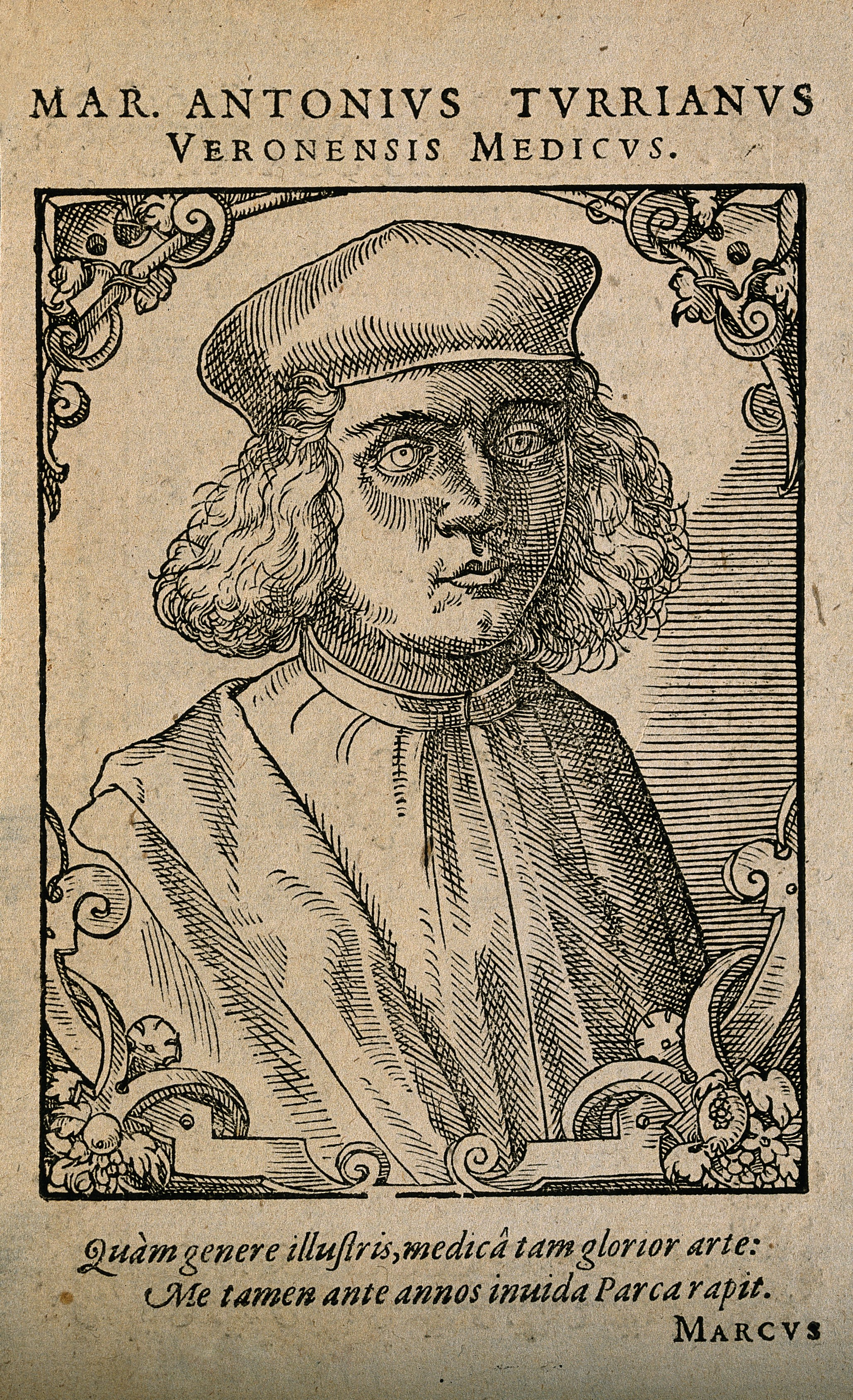
Seule sa rencontre avec l'anatomiste Marcantonio della Torre vers 1509 permet à Léonard de surmonter ses lacunes dans le domaine (gravure de Tobias Stimmer, 1589).

La première difficulté que Léonard rencontre est liée à la faiblesse de son bagage théorique. Cela se ressent notamment dans la maîtrise des notions complexes mathématiques, lui qui n'a reçu qu'une formation basique dans le domaine — les notions d'arithmétique qui sont dispensées dans la  scuola d’abaco qu'il fréquente deux ans durant son adolescence étant destinées à de résoudre la plupart des problèmes simples et concrets que peut rencontrer un marchand dans son activité commerciale ; or il s'agit précisément du domaine qu'il entend investir, considérant que les mathématiques — et notamment la géométrie — sont au centre de toute réalité concrète. À terme, ce sera seulement par la fréquentation de mathématiciens reconnus de son temps qu'il progressera en la matière, compensant quelque peu ses lacunes initiales. Il use d'une stratégie identique dans d'autres domaines comme l'anatomie : il ne parvient à conduire ses dissections et ses observations que grâce à l'aide de médecins, notamment Marcantonio della Torre qu'il rencontre à l'université de Pavie vers 1509 et avec qui il travaille au cours de l'hiver 1510-1511, mais aussi Paul Jove qu'il rencontre certainement à Rome entre 1513 et 1516.
Autre conséquence de n'avoir pas suivi d'études supérieures, Léonard ne possède pas de vocabulaire technique fixe, précis et adapté, lui faisant perdre autant de concepts et donc limitant certains de ses raisonnements. N'écrit-il pas obscurément, faute de vocabulaire adapté, « Une masse entière d'eau présente en ses largeur, profondeur et hauteur une innombrable variété de mouvements, ainsi que le montre l'eau modérément turbulente où bouillonnements et vorticules apparaissent constamment avec divers tourbillons formés par l'eau plus turbide qui du fond monte à la surface » ? De plus, son absence de maîtrise du latin lui interdit un accès direct aux ouvrages scientifiques, ceux-ci étant pour la plupart écrits dans cette langue : il doit alors être aidé par un intermédiaire pour s'en faire traduire les idées. Néanmoins, reconnaissant cette limite dans l'accès à la langue latine, Léonard, vers la fin de sa vie, déclare passer outre et revendique posséder suffisamment de vocabulaire en langue vernaculaire pour pouvoir se passer de la première : « Je dispose dans ma langue maternelle d'un si grand nombre de mots, que je devrais déplorer mon manque de parfaite compréhension des choses, plutôt que d'un manque d'un vocabulaire nécessaire pour exprimer les concepts de mon esprit ».
Son absence de formation universitaire se ressent enfin dans l'absence de toute méthodologie structurée et cohérente qui serait conduite de bout en bout. D'où ses allers-retours incessants, ses digressions, ses élucubrations, ses oublis dans ses recherches qui les font décrire comme étant « extrêmement brouillonnes » par les observateurs — même si cela est parfois fertile d'intuitions qui seront précurseuses mais la plupart du temps inachevées. Par ailleurs, cette absence de régularité méthodologique est corrélée avec une difficulté à choisir entre une approche systématique de son sujet d'étude et une approche empirique : peut-être est-ce lié à ses difficultés à s'exprimer de manière théorique ? Or c'est notamment grâce à la fréquentation avec della Torre qu'en anatomie, il parvient à trouver le juste équilibre qui lui manquait auparavant entre la description du détail et la vision d'ensemble de son sujet d'étude.

#### Un homme de son temps

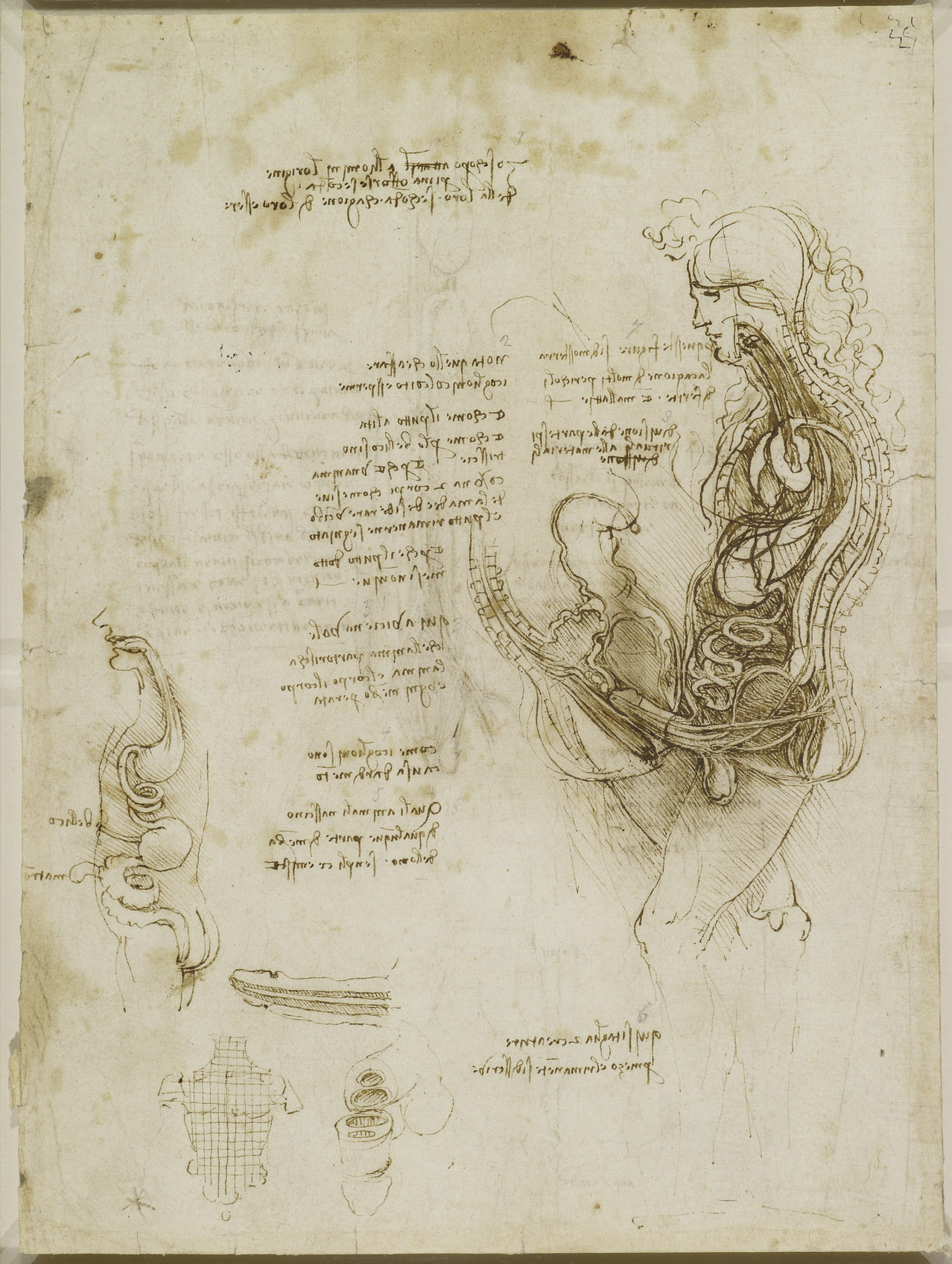
Tout à fait représentatif, ce dessin anatomique, Accouplement d'hémicorps masculin et féminin, mêle observations issues de dissections d'animaux, conceptions traditionnelles et pure spéculation (vers 1490-1492, château de Windsor, RCIN 919097v).

Homme de son temps, Léonard de Vinci reprend à son compte l'héritage antique, médiéval et de ses devanciers ingénieurs et scientifiques du Quattrocento. Ainsi, ses premières observations anatomiques sont héritées du passé reposant « sur un mélange de croyances traditionnelles, héritées souvent de l'Antiquité, d'observations lors de ses dissections d'animaux, d'analyses des proportions et de spéculation pure » : c'est le cas de la vue en coupe de l'Accouplement d'hémicorps masculin et féminin (RCIN 919097v) datée vers 1490-1492 où se déploient des canaux imaginaires reliant les organes génitaux à d'autres organes censés n'appartenir qu'à chacun des sexes — tel ce canal reliant l'utérus et les seins, les règles étant censées se transformer en lait en cas de grossesse, de même qu'un canal relie le sexe de l'homme en relation avec le cerveau, centre de raison, ; de même, ses dessins de fœtus en gestation sont établis par analogie à des animaux dont le système reproducteur est très différent de celui des femmes.
Toujours prisonnier des théories scientifiques de son époque, il échoue ainsi à aller jusqu'au bout de ses observations pour aboutir à de vraies découvertes : il demeure incapable de concevoir que, dans le système visuel, le cerveau redresse l'image inversée du monde qu'il perçoit sur la rétine alors que ses observations devraient l'y pousser comme seule solution logique. En homme de son temps, il finit parfois par ne dessiner pas tant ce qu'il voit que ce qu'il s'attend à voir. Il tente alors de concilier ses découvertes novatrices avec la tradition de son temps qui, par exemple, décrit le cœur comme siège de l'esprit vital et de la chaleur interne du corps ou qui ignore le système circulatoire : une partie du sang est alors censée passer du ventricule droit au ventricule gauche par le septum interventriculaire.
De fait, ses notes scientifiques donnent parfois « un sentiment diffus d'impasse ». Ainsi, toujours concernant le cœur, « limité à la fois dans ses expérimentations directes et par la physiologie du cœur admise de son temps, il sembl[e] condamné à décrire toujours plus en détail le passage du sang à travers les valves. C'est à ce moment-là que son travail d'anatomiste paraît avoir pris fin ».

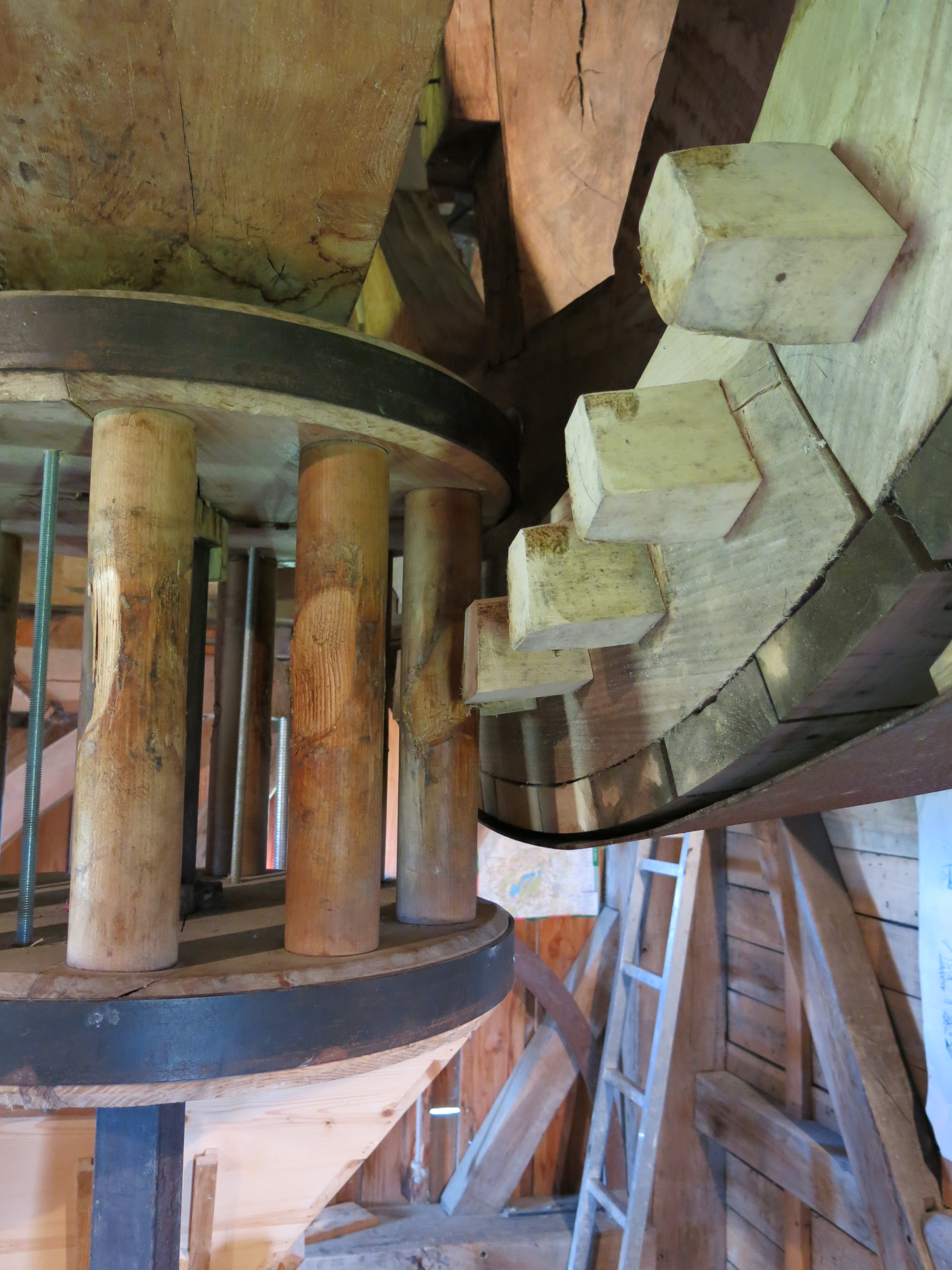
Léonard doit composer avec les limites techniques de son époque, comme les engrenages dont l'usure et les pertes d'énergie considérables limitent les possibilités de développement de ses mécanismes (ici, mécanisme du moulin à vent de Dosches).

#### Limites techniques
Homme de son temps, Léonard de Vinci est forcément dépendant de la technologie qui lui est contemporaine. Comment peut-il effectuer une expérience stable ou communiquer des indications de construction d'objet technique, quand les unités de mesure qu'il utilise — comme le braccio, une unité de mesure toscane qui correspond à environ 0,5 mètre — sont fluctuantes et non unifiées ?
De même, dans le domaine mécanique, les sources d'énergie — produite par l'eau, le vent, le soleil, la vapeur ou les muscles (humains et animaux) — sont peu puissantes, ce qui ne correspond pas aux besoins de ses recherches. Dans le même temps, les mécanismes utilisent toujours le bois, une matière à l'origine de nombreux frottements : les engrenages ne peuvent alors qu'endurer d'importantes déperditions d'énergie et une usure prématurée, ce qui limite d'autant l'efficacité des systèmes qu'il peut imaginer.
Ses recherches peuvent aussi être freinées par des conditions matérielles d'accès à ses sujets d'étude. Ainsi, à la fin des années 1480, il se heurte à la difficulté à trouver des corps à disséquer : il ne parvient  par exemple qu'à trouver un crâne en 1489 dont il fait des coupes et en obtient des dessins d'une grande précision, quand, dans le même temps et faute de corps humain, il est amené à devoir se satisfaire de cadavres d'animaux. Ces difficultés peuvent, enfin, avoir une origine morale : si, à Rome, cité papale, la dissection n'est pas source de scandale, le milieu de la cour la réprouve et Léonard est découragé de poursuivre cette activité.

#### Un être humain comme un autre
Une limite de Léonard de Vinci tient justement dans une de ses forces, à savoir sa grande capacité d'observation : or s'il étudie les illusions d'optique, il n'en demeure pas moins fidèle à cette capacité sans réaliser qu'elle est porteuse de limites.
Par ailleurs, il se situe dans la lignée des ingénieurs-architectes (et artistes-ingénieurs) de son temps, Taccola, Brunelleschi, Franscesco di Giorgio. Ensemble, ils partagent un profil identique : une origine humble, un usage privilégié de la langue véhiculaire au détriment du latin, une formation non universitaire au sein d'un atelier, un bagage scientifique limité et la même recherche inlassable d'un protecteur et agissant au cours d'une période où l'art militaire évolue fortement sous l'influence des armes à feu et où le génie civil subit l'explosion des échanges commerciaux et, partant, de la production.
Enfin, le travail de Léonard est le reflet de sa personnalité profonde : à l'instar de sa production picturale, son travail scientifique et technique est marqué par l'inachèvement. C'est ainsi que les différents traités qu'il ambitionne d'écrire (anatomie, mécanique, architecture, hydraulique, etc.) demeurent systématiquement à l'état de projet,,,.

### Notes et journaux : des écrits en vue de traités ?

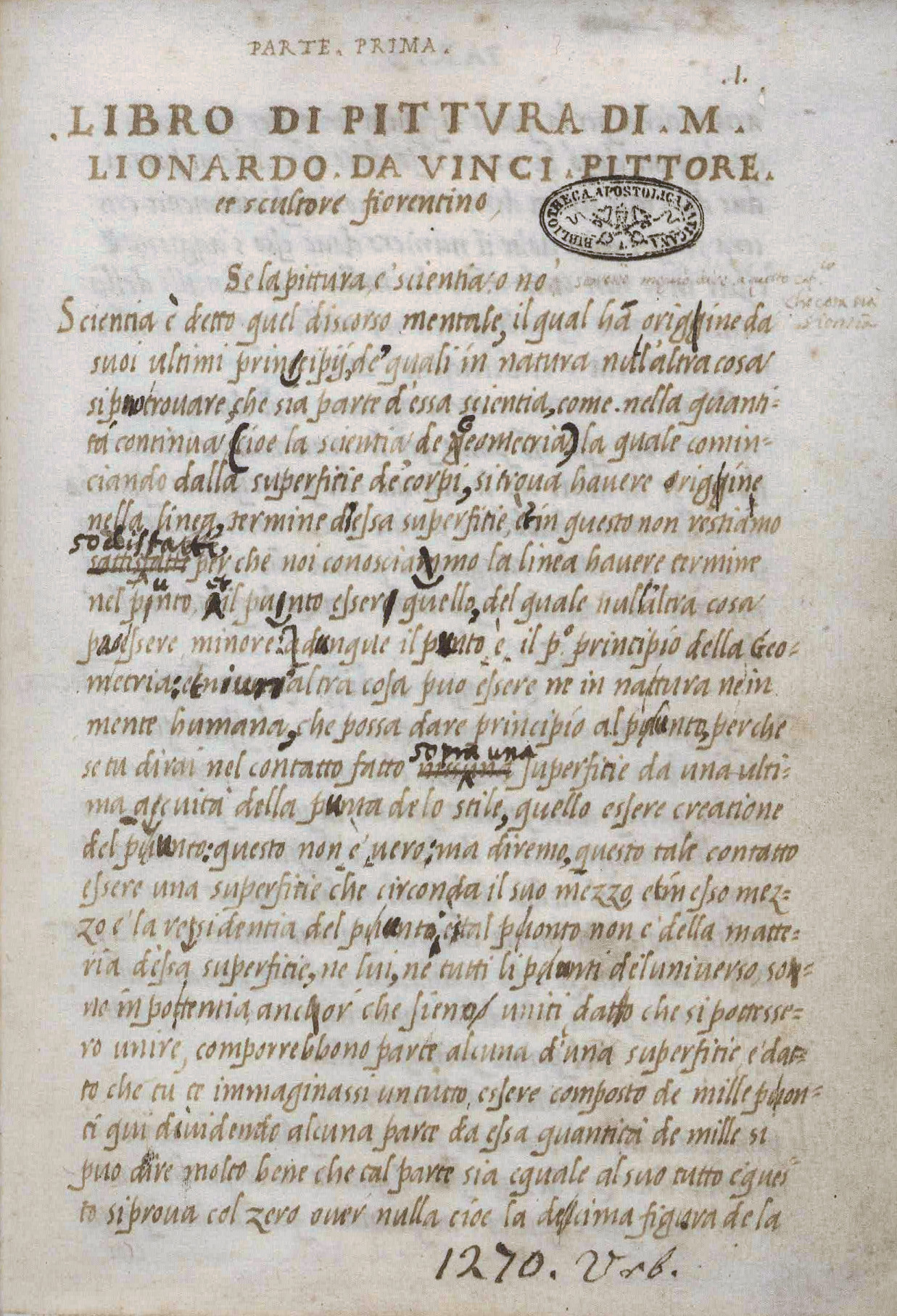
Le Trattato della pittura compilation des écrits de Léonard sur le sujet réalisée par son élève Francesco Melzi vers 1540 est le seul traité qui sera issu des travaux du maître.
Première page d'une édition du XVIe siècle, Vatican, bibliothèque apostolique.

#### Anatomie humaine

Évolution des dessins anatomiques au cours de la carrière de Léonard de Vinci
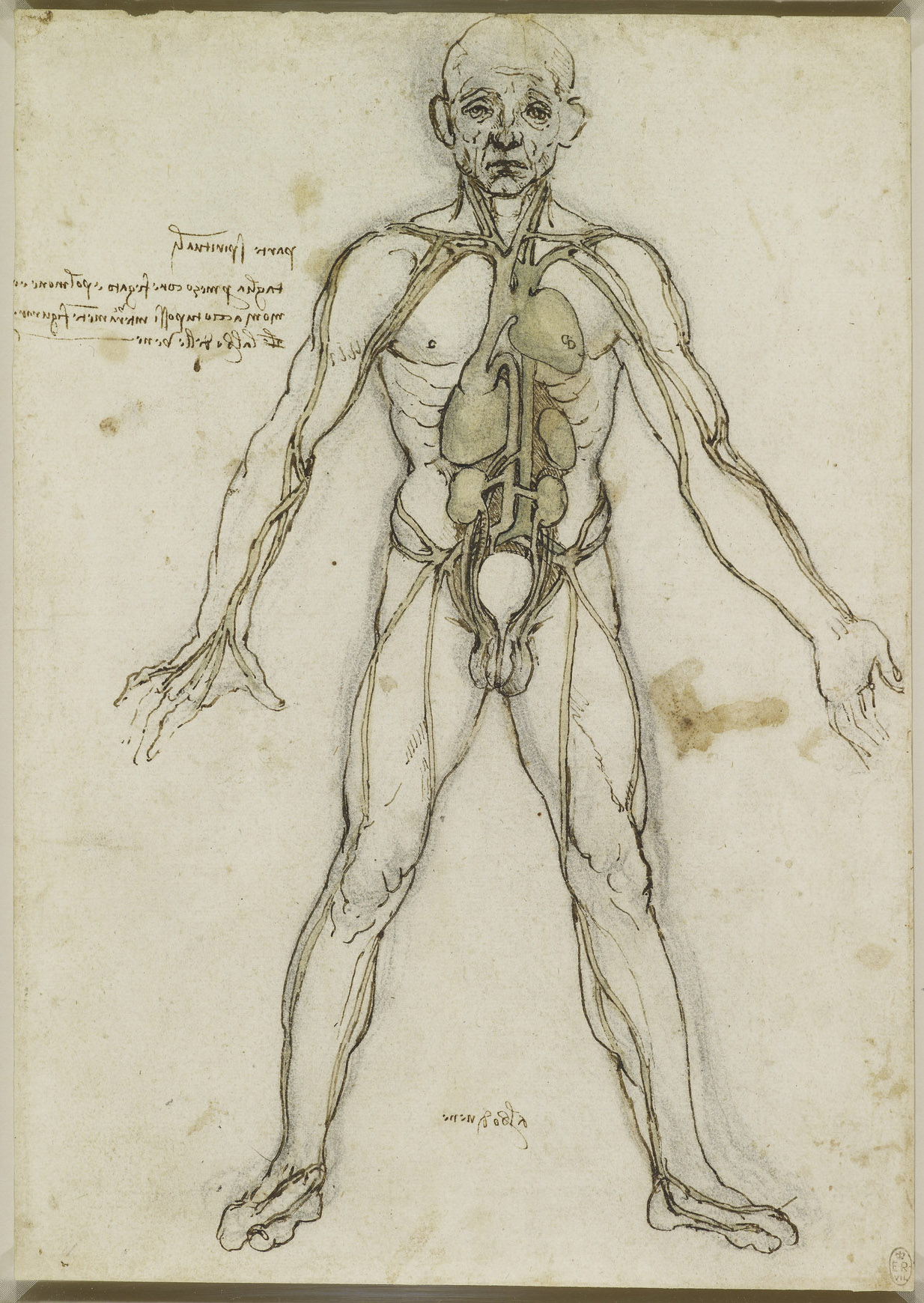
Le premier dessin anatomique répertorié : Les principaux organes et vaisseaux sanguins daté vers 1485-90 (château de Windsor, no ref. RCIN 912597).
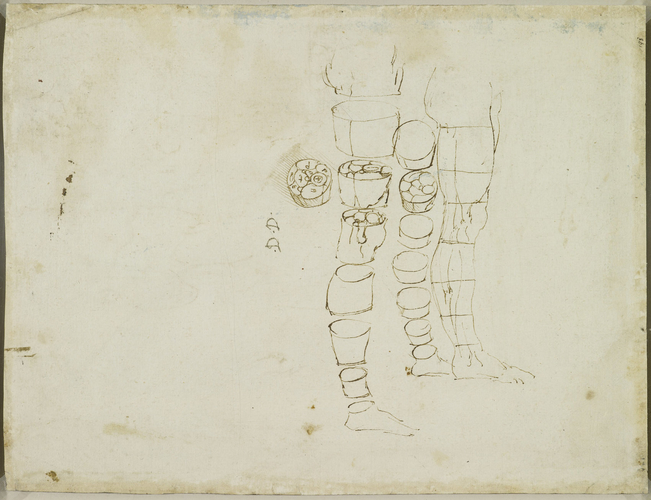
Sa première représentation après dissection : Jambe sectionnée datée vers 1485-90 (château de Windsor, no ref. RCIN 912627v).
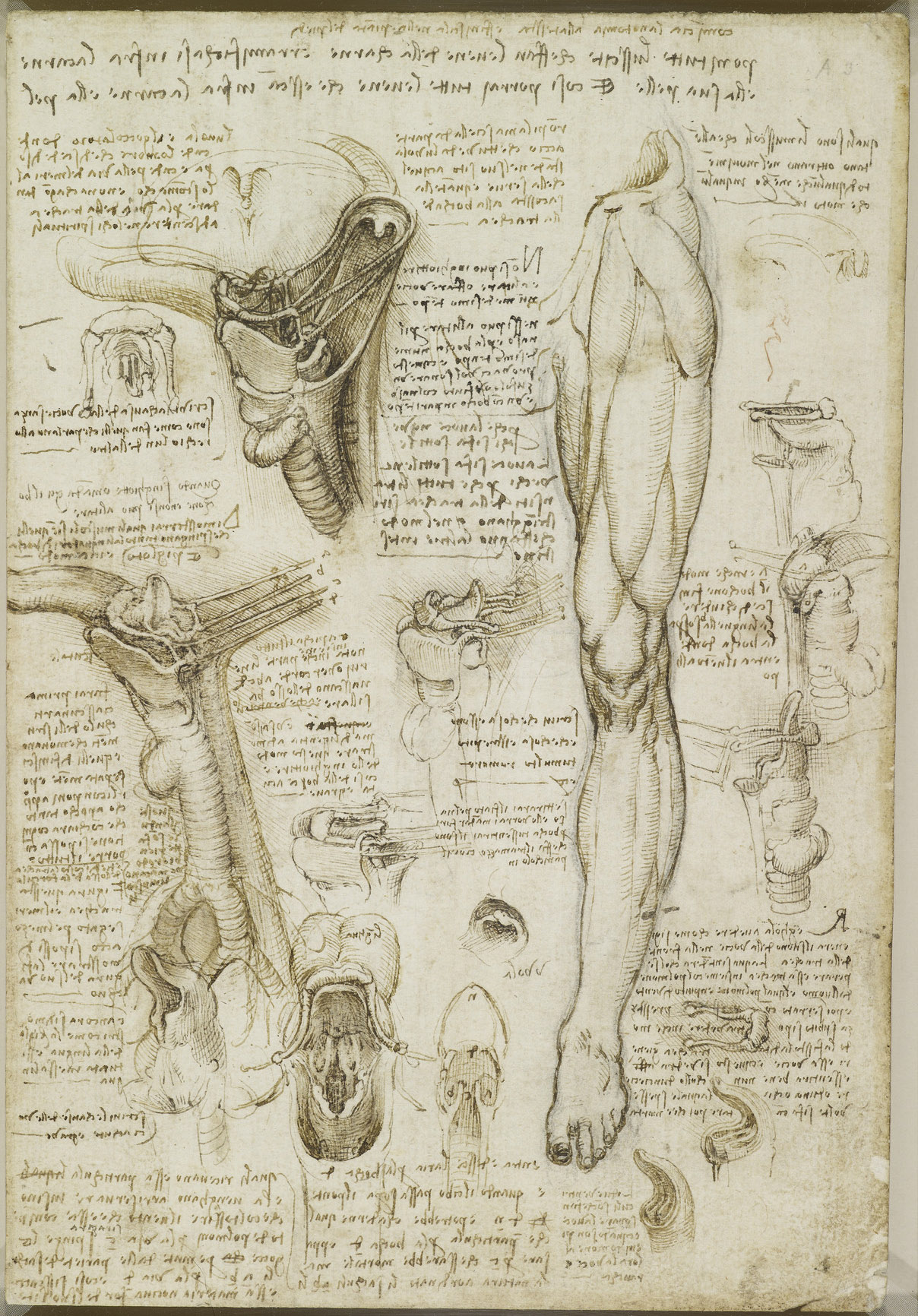
Les dessins de la maturité : Anatomie de la gorge et des muscles de la jambe datés vers 1510-11 (château de Windsor, no ref. RCIN 919002r).

#### Anatomie comparée

Une description anatomique de l'animal intéressante pour l'anatomie humaine
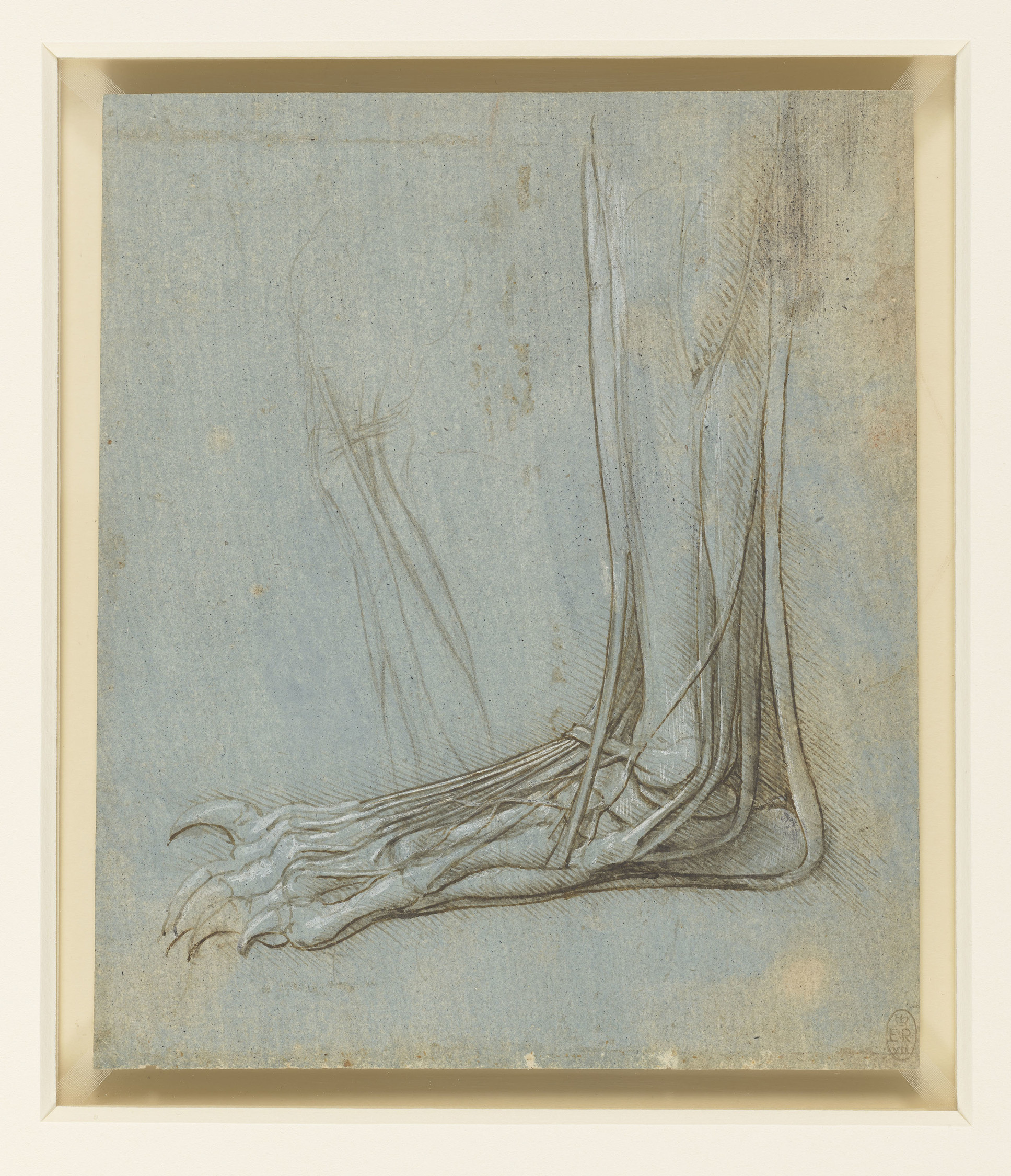
Dans l'Anatomie d'un pied d'ours, la comparaison avec un pied humain est évidente (vers 1488-90, château de Windsor, no ref RCIN 912372).
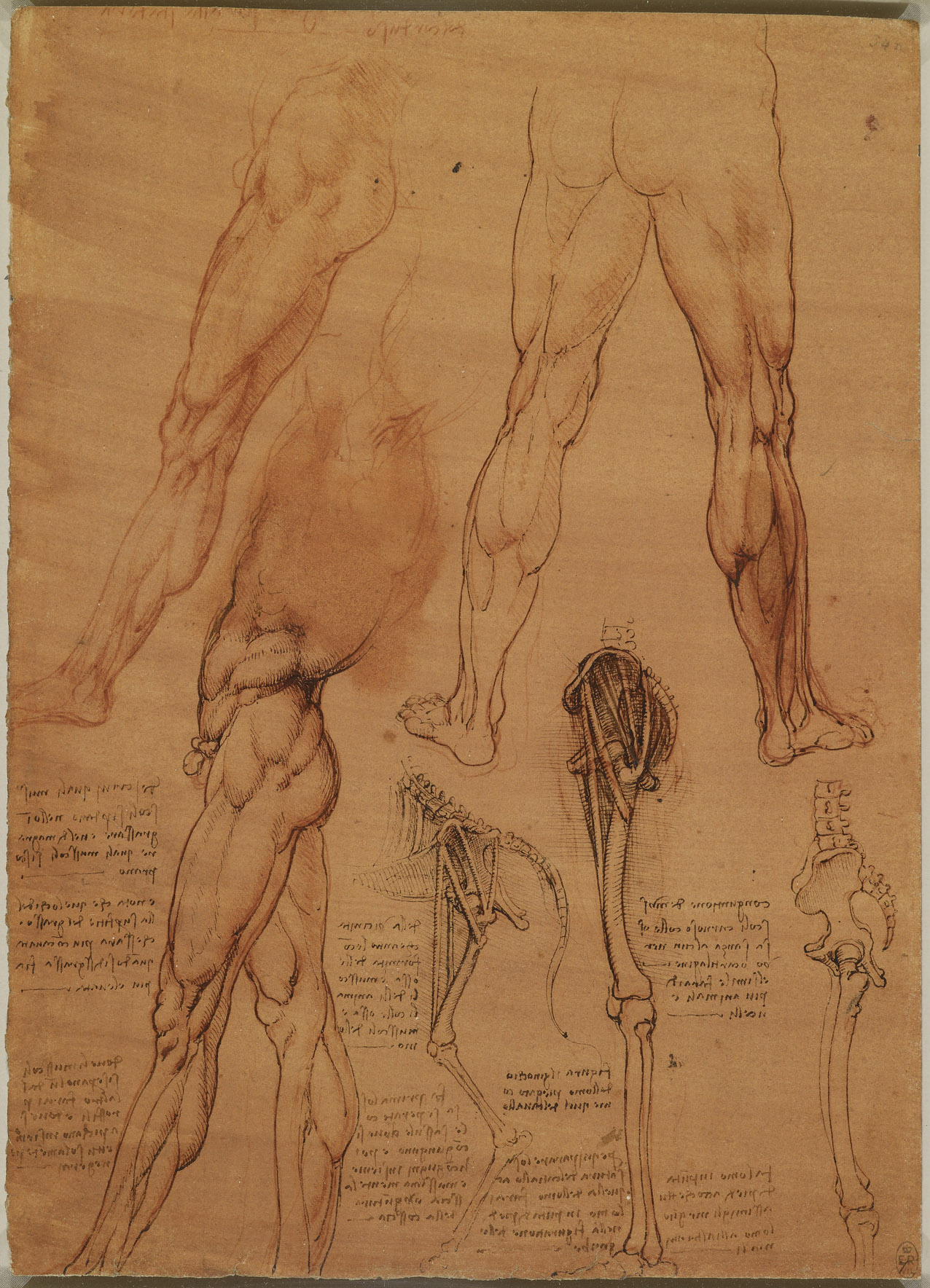
Dans sa planche Muscles et os des jambes de l'homme et du cheval, il établit une comparaison entre les appareils locomoteurs équins et humains (entre 1506 et 1507, château de Windsor, no ref RCIN 912625).

#### Mathématiques

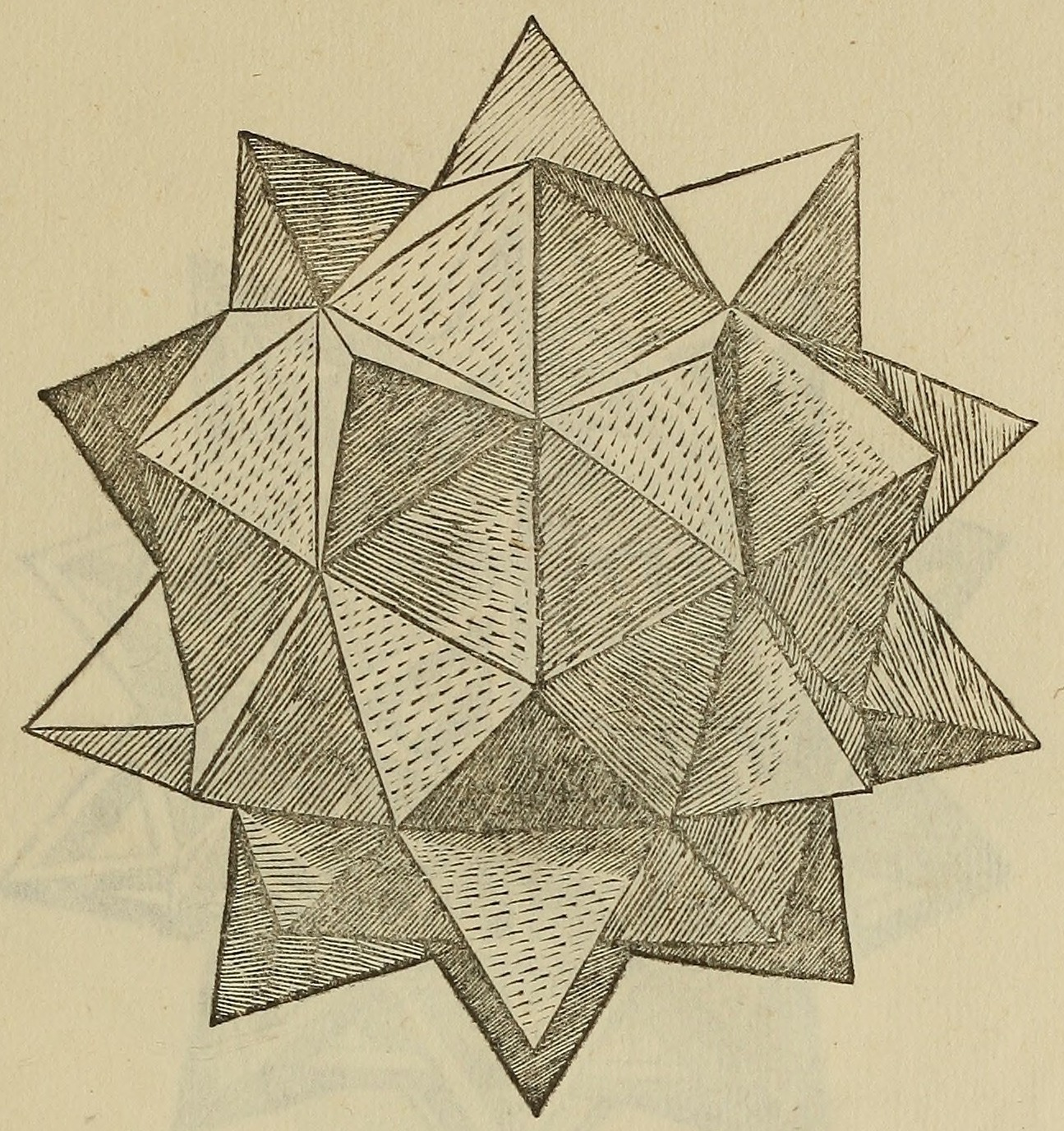
Un des polyèdres dessinés par Léonard pour l'ouvrage De divina proportione écrit par son ami Luca Pacioli en 1498.

#### Botanique

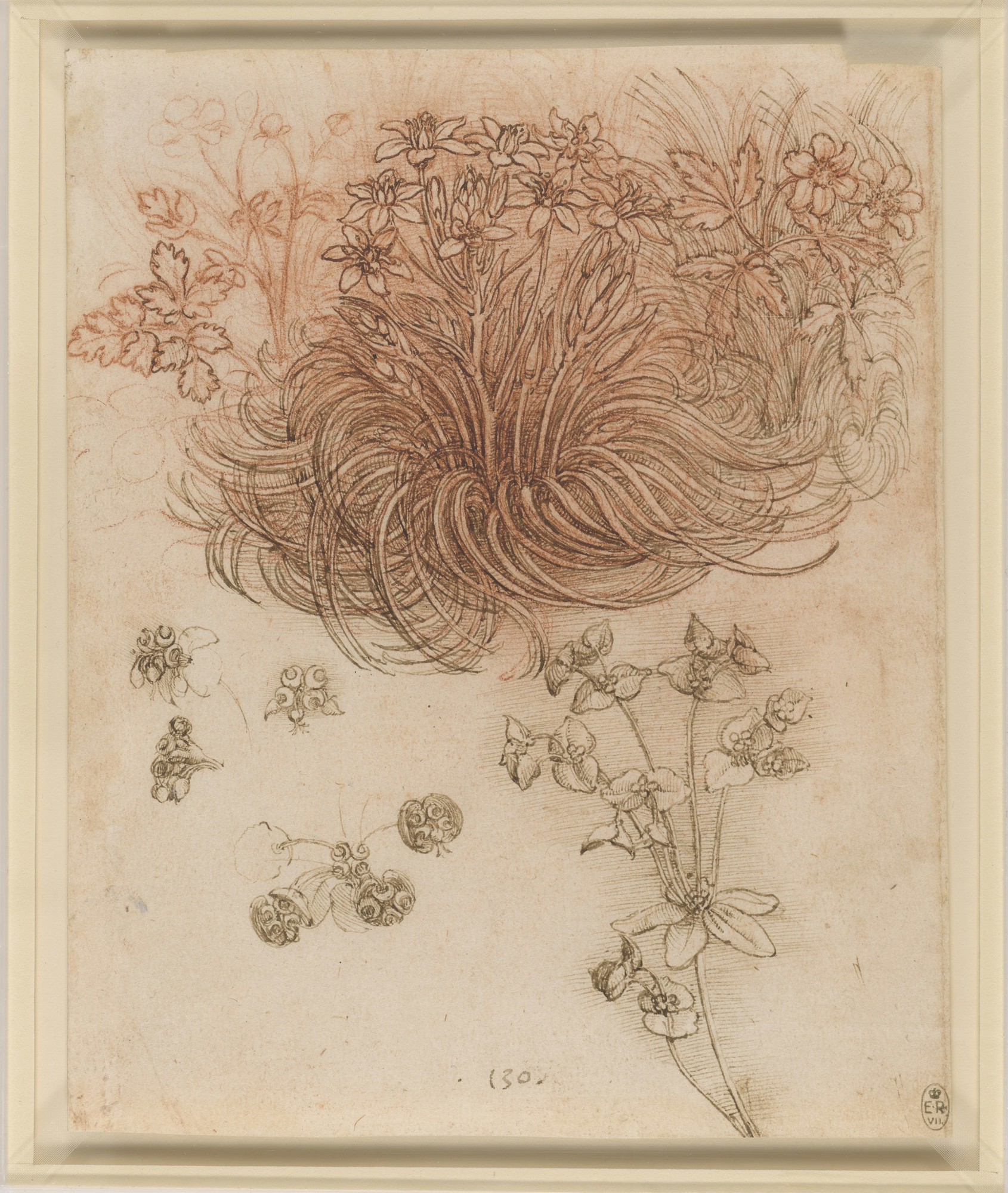
Un exemple d'étude pour plante, ici, en haut, de l'ornithogale d’Arabie dite aussi « étoile de Bethléem » et, en bas, une Euphorbia sp. (E. biumbellata), illustrant la précision à laquelle s'astreint le peintre (entre 1505 et 1507, mine et encre rouge sur papier, Londres, Royal Library).

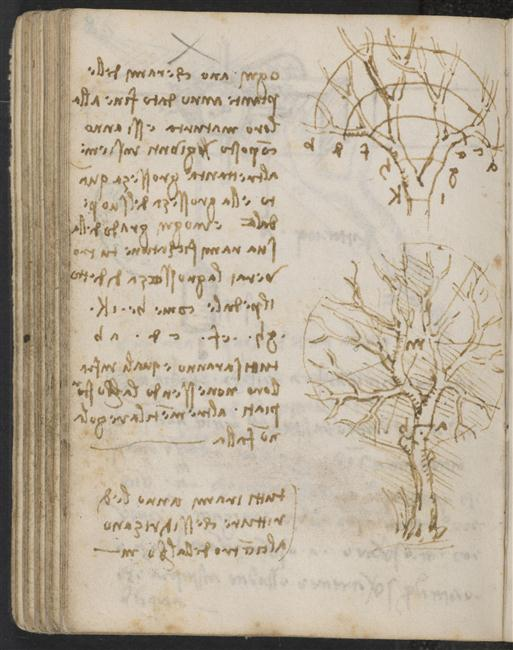
Manuscrit M de l’Institut de France, 78 v.

#### Optique

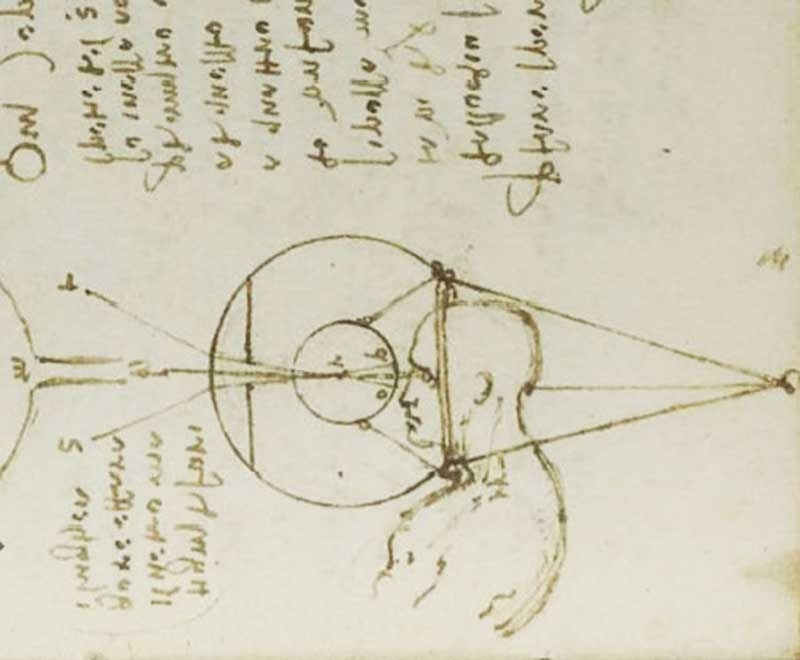
Expérimentation avec un œil de verre reproduisant l'œil humain, vers 1508-09, MS D, 3v.

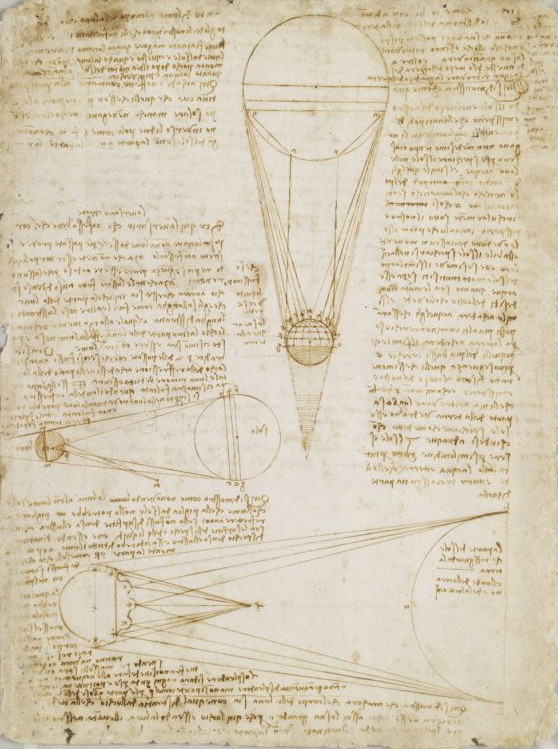
Études de la réflexion de la lumière du Soleil sur la Lune dans le Codex Leicester, 1506-1510.